# توییتر
اِکْس (به انگلیسی: X) با نام پیشین توییتر (به انگلیسی: Twitter) یک وبگاه رسانهٔ اجتماعی مستقر در ایالات متحده آمریکا است. اکس با بیش از ۵۰۰ میلیون کاربر، یکی از بزرگ‌ترین شبکه‌های اجتماعی و پنجمین وبگاه پربازدید جهان می‌باشد. کاربران اکس می‌توانند پیام‌های متنی، تصویری و ویدئویی را در قالب «توییت» (به انگلیسی: Tweet) هم‌رسانی کنند. توییت‌ها نخست به ۱۴۰ حرف محدود شده بودند، اما در ۷ نوامبر ۲۰۱۷، این محدودیت به ۲۸۰ حرف در هر توییت، به‌جز زبان‌های چینی، ژاپنی و کره‌ای، ارتقا پیدا کرد. این محدودیت برای کاربران مشترک توییتر بلو ابتدا به ۴٬۰۰۰ و سپس به ۱۰٬۰۰۰ حرف افزایش یافت.
کاربرانی که در اکس ثبت‌نام کرده‌اند می‌توانند توییت ارسال کنند (پس از تغییر نام پست و رپست)، و جواب بدهند و همچنین آن‌ها را لایک کنند اما کاربران ثبت‌نام نشده تنها می‌توانند توییت‌ها (پستها) را مشاهده کنند. همچنین کاربران می‌توانند از طریق وبگاه X، پیامک یا نرم‌افزار کاربردی تلفن‌همراه به X دسترسی داشته باشند.
توییتر در مارس ۲۰۰۶ به‌دست جک دورسی، نوآ گلس، بیز استون و اوان ویلیامز ایجاد شد و در ژوئیهٔ ۲۰۰۶ آغاز به‌کار کرد. این میکروبلاگینگ در سال ۲۰۱۲ بیش از ۱۰۰ میلیون کاربر داشت که ۳۴۰ میلیون توییت در روز می‌فرستند و بیش از ۱٫۶ میلیارد جستجو در آن انجام می‌شود. در سال ۲۰۱۳، توییتر یکی از ده وبسایت برتر در فهرست محبوب‌ترین وبگاه‌ها اعلام شد و همچنین، به عنوان «پیامک اینترنتی» توصیف شده است. از سال ۲۰۱۸، توییتر ماهانه بیش از ۳۲۱ میلیون کاربر فعال دارد. همچنین از سال ۲۰۱۵ تا به امروز، توییتر بحث و اخبار گسترده‌ای را برای اطلاع‌رسانی سیاست‌های ایالات متحده به وجود آورده است. در حین انتخابات ریاست‌جمهوری ایالات متحده آمریکا سال ۲۰۱۶، توییتر بزرگ‌ترین منبع اخبار مربوط به روز بود که ۴۰ میلیون توییت مربوط به انتخابات ساعت در ساعت ۱۰ شب به وقت تهران (منطقه زمانی شرقی) ارسال شد.
توییتر با شعار «چه کار می‌کنید؟» (به انگلیسی: ?What are you doing) پا به میدان وب ۲٫۰ گذاشت اما در نوامبر ۲۰۰۹ این شعار به «چه چیزی در حال رخ دادن است؟» (به انگلیسی: ?What's happening) تغییر کرد. یکی از ویژگی‌های توییتر محدود بودن به تایپ تنها ۲۸۰ کاراکتر است. این دو شناسه به قدری نو بود که به سرعت در بین کاربران اینترنت به محبوبیت رسید. در توییتر افزون برفرستادن نوشتار می‌توان فیلم، عکس و صدا نیز فرستاد. توییتر در واژه به معنی جیک‌جیک‌کردن است.
شرکت توییتر در سان‌فرانسیسکو، ایالت کالیفرنیا بود و نیز در بیش از ۲۵ کشور جهان دفتر مرکزی داشت. پس از خرید شرکت توییتر توسط ایلان ماسک، توییتر زیرمجموعه‌ای از اکس کورپ شد. لوگوی جدید روی ساختمان مرکزی این شرکت در سان‌فرانسیسکو هم به نمایش درآمده است.

## تاریخچه

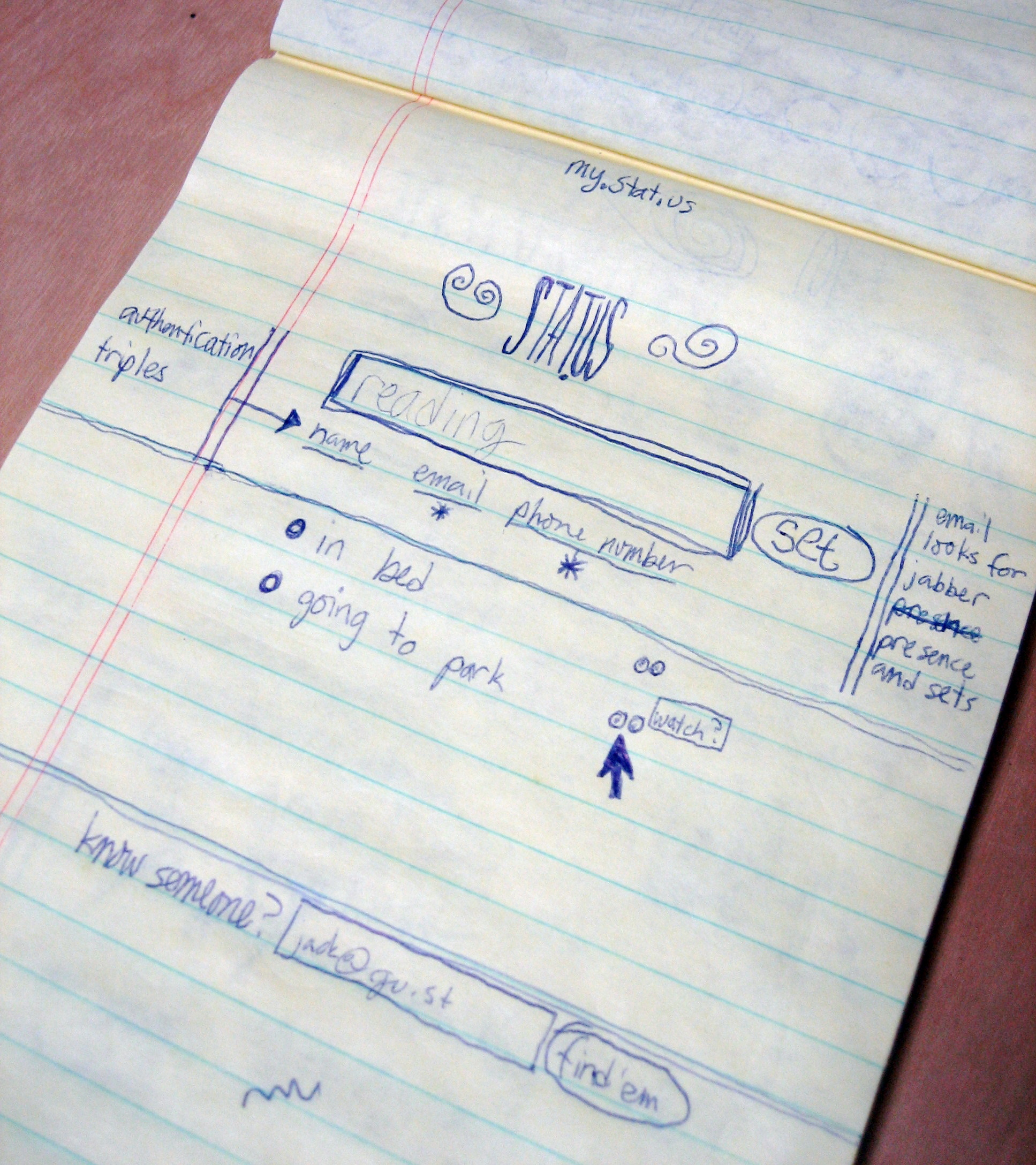
طرح اولیهٔ توییتر

### ایجاد و نمونه اولیه

لوگوی توییتر تا پیش از ۱۴ سپتامبر، ۲۰۱۰

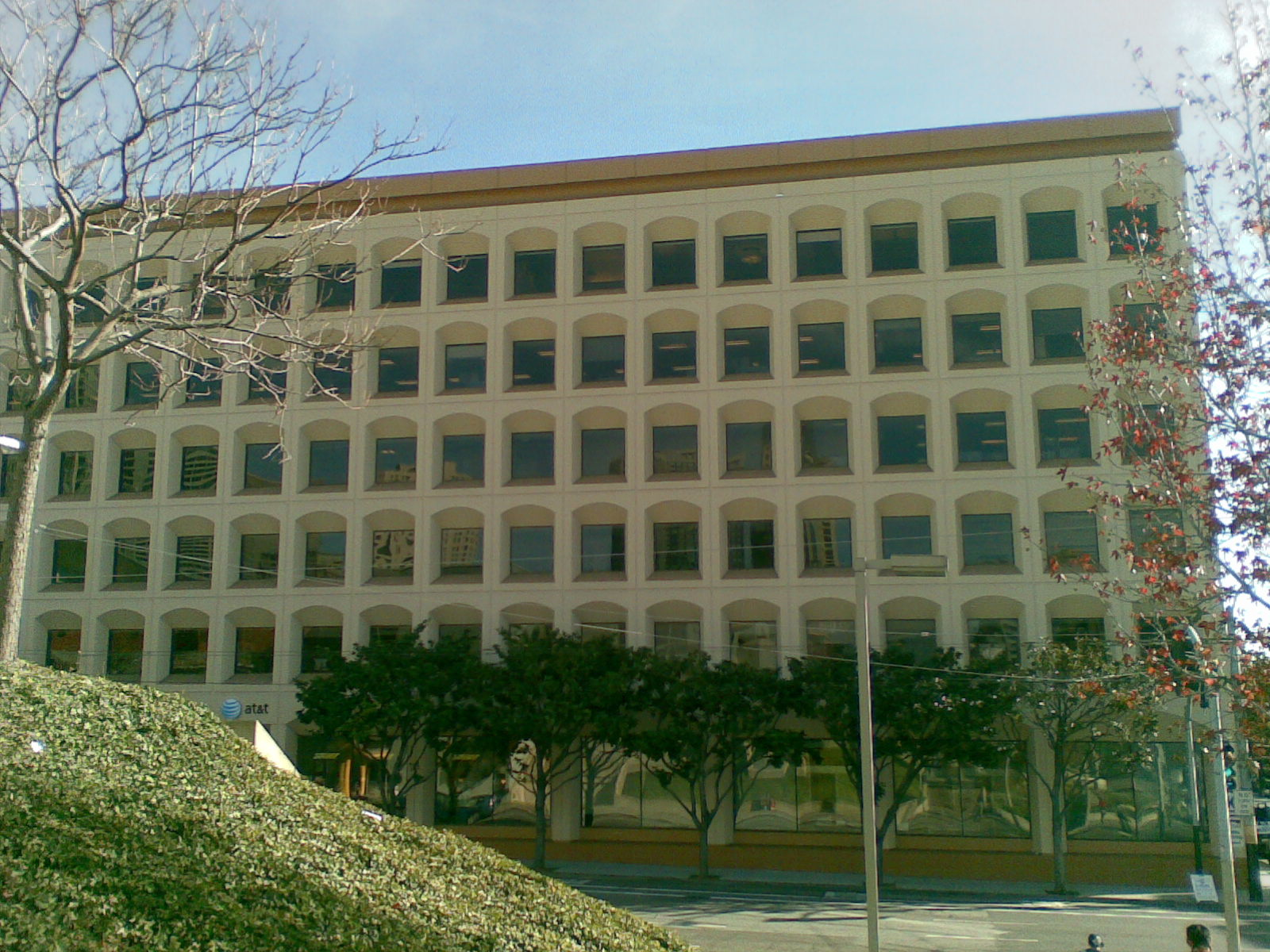
ساختمان توییتر در سان فرانسیسکو

توییتر یک پروژه بود که توسط شرکت Obvious در مارس ۲۰۰۶ ایجاد شد. نمونهٔ اولیهٔ توییتر به عنوان یک سرویس داخلی برای کارکنان Odeo مورد استفاده قرار گرفت و نسخهٔ کامل آن در تاریخ ۱۵ ژوئیهٔ ۲۰۰۶ معرفی شد اما در اکتبر ۲۰۰۶ به صورت همگانی در دسترس قرار گرفت. این سرویس به سرعت مورد توجه قرار گرفت تا اینکه در مارس ۲۰۰۷ برندهٔ وب اواردز جشنوارهٔ جنوب از جنوب غربی در بخش وبلاگ شد.
دفتر اصلی توییتر در سان فرانسیسکو است، ولی توییتر در نقاط مختلف جهان دفتر دارد و مشغول به فعالیت است. سرورهایی نیز در سن‌آنتونیو و بوستون دارد. این شرکت ابتدا در کالیفرنیا به ثبت رسید. ثبت‌نام در توییتر رایگان است و راه‌های متفاوتی برای فرستادن توییت وجود دارد و از راه موبایل هم در دسترس می‌باشد و برنامه‌های بسیاری برای دسترسی به آن موجود است. می‌توان مطالب افرادی را دنبال کرد. توییتر با فلسفهٔ به اشتراک گذاشتن وضعیت افراد به دوستان و اطرافیانشان شروع به کار کرد اما بیشتر از این حد کاربردی شد و در خبررسانی به یک ابزار کاربردی تبدیل شد. در توییتر می‌توان نوعی برون‌ریزی اتفاقی ذهن را انجام داد، یعنی هر آنچه در اطراف در حال اتفاق افتادن است، به‌طور ناخودآگاه می‌تواند موجب شود تا یک توییت به توییتر ارسال گردد. توییتر و جابه‌جایی آزاد داده‌ها می‌تواند تأثیر مثبتی در جهان داشته باشد.
توییتر در نوامبر ۲۰۰۹ استراتژی اطلاعاتی-شبکه‌ای و اخبارش را با تغییر پرسش پرسیده شده از کاربرها جهت به روزسازی وضعیت‌ها از «چکار داری می‌کنی؟» به «چه اتفاقی در حال رخ دادن است؟» تغییر داد.

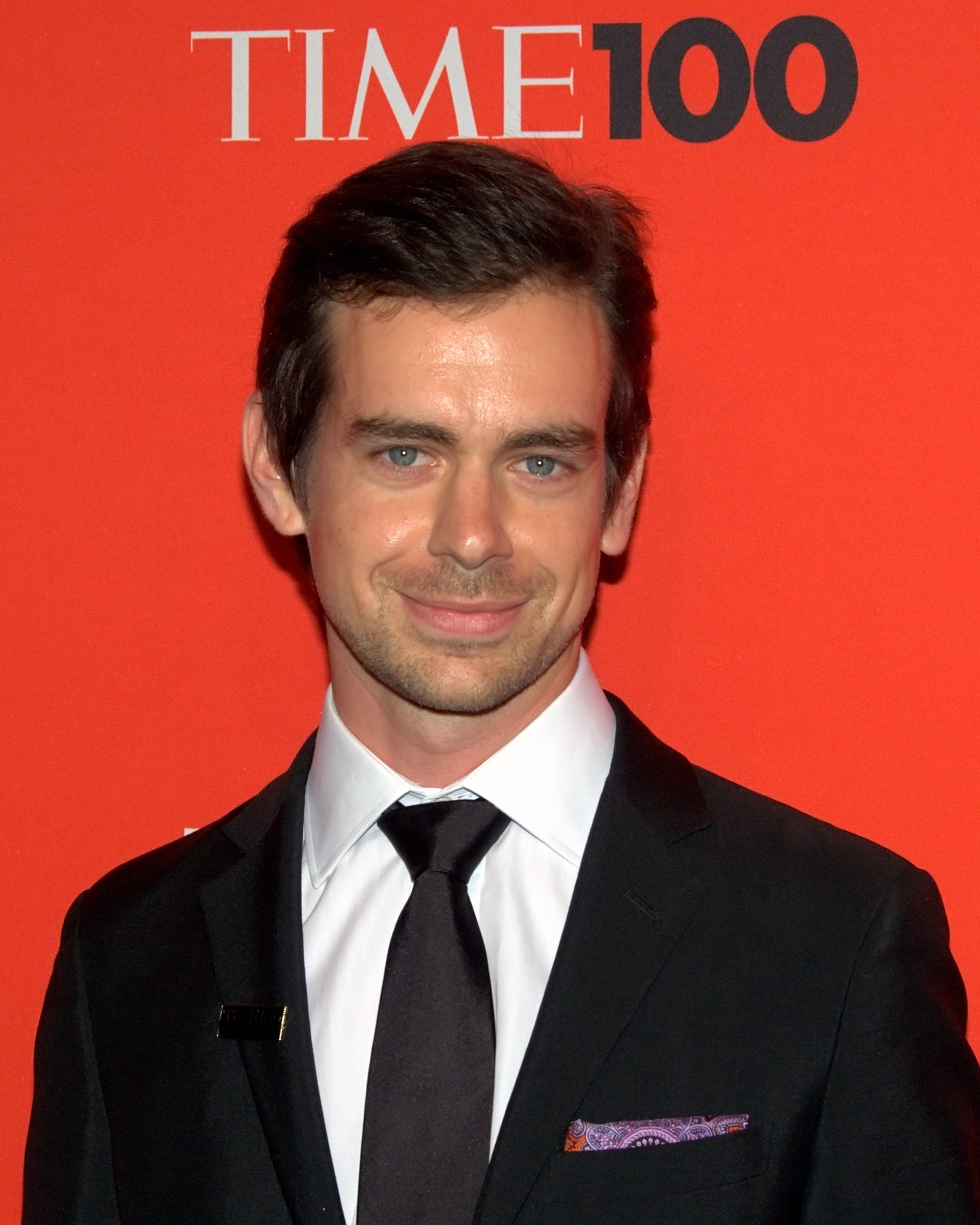
جک دورسی
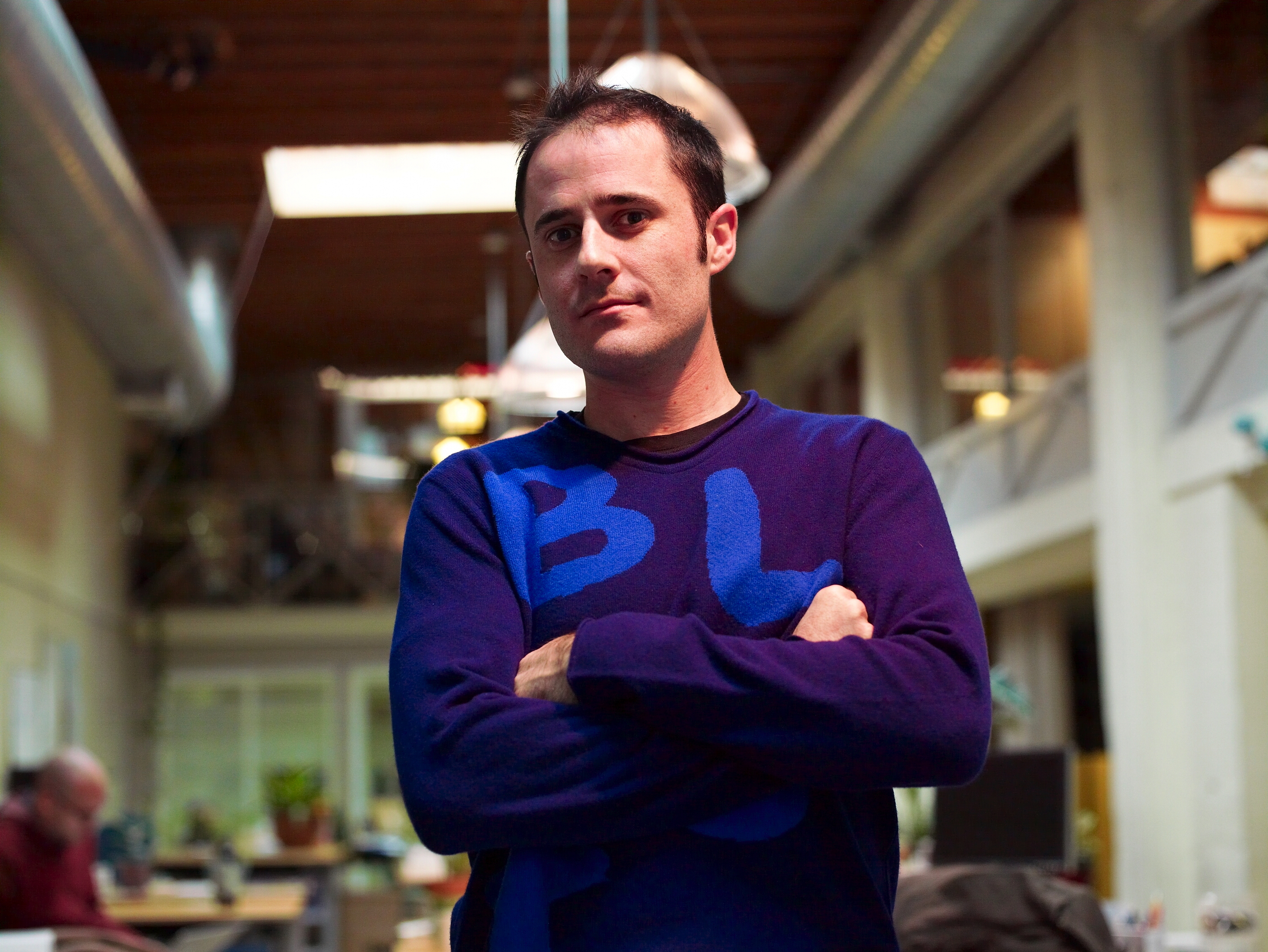
اوان ویلیامز
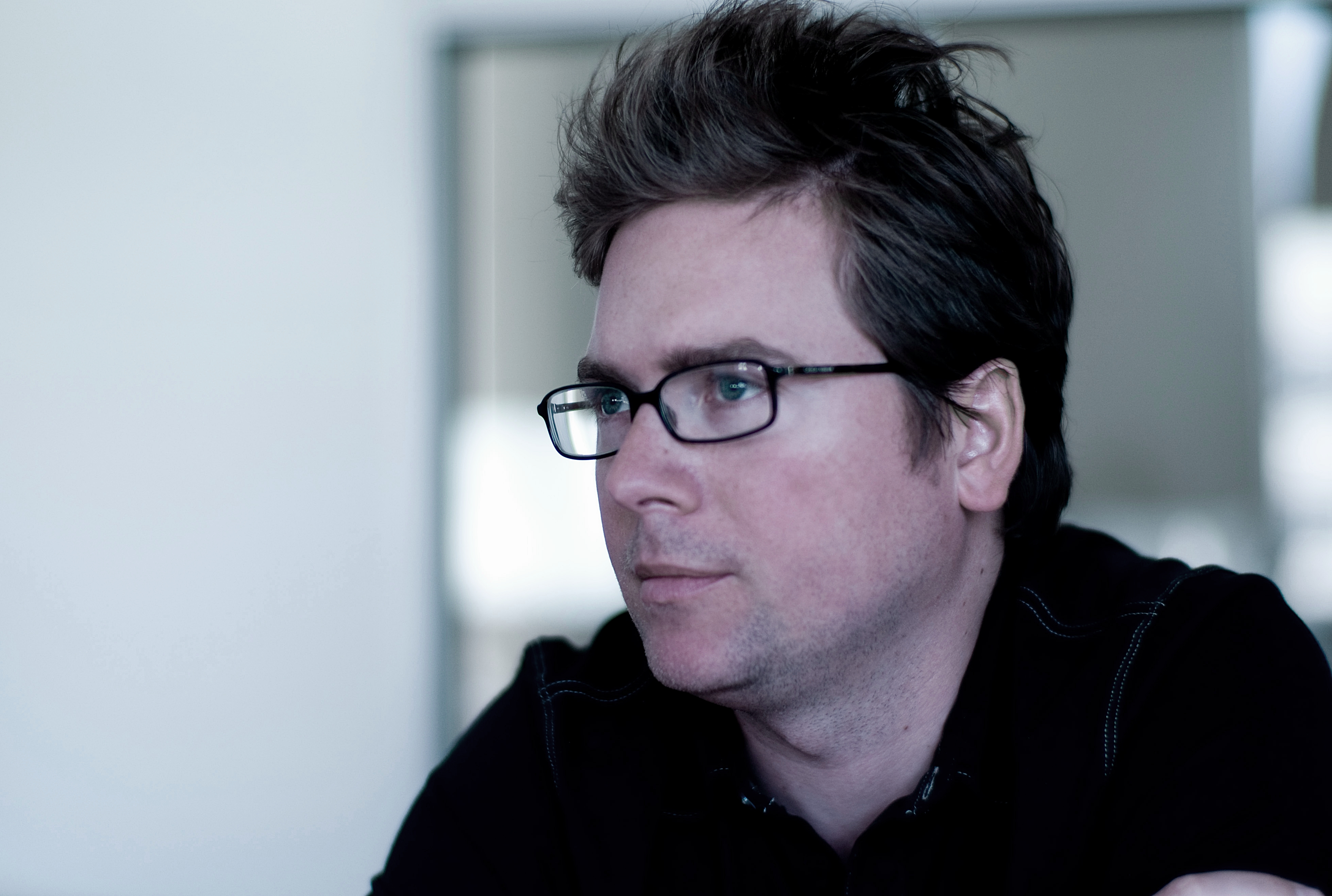
بیز استون

### رشد
در ژوئن ۲۰۱۱ تعداد کاربران این وبگاه از مرز ۲۰۰ میلیون نفر گذشت و تعداد ۲۰۰ میلیون توییت در روز به ثبت رسید. این عدد برابر با نوشتن ده میلیون صفحه کتاب در روز است یا برابر با نوشتن ۸٬۱۶۳ نسخه از کتاب جنگ و صلح اثر لئو تولستوی می‌باشد. خواندن این تعداد از توییت حدود ۳۱ سال طول می‌کشد و بلندی آن‌ها به روی هم برابر با ۱٬۴۷۰ پا ارتفاعی نزدیک به برج تایوان در تایپه خواهد شد. شرکت توییتر رشد سریعی را تجربه کرده است. در سه‌ماههٔ اول سال ۲۰۰۷، ۴۰۰٬۰۰۰ توییت ارسال شد، این رقم در سه‌ماههٔ نخست سال ۲۰۰۸ به ۱۰۰ میلیون توییت رسید و در فوریهٔ ۲۰۱۰ کاربران توییتر روزانه ۵۰ میلیون توییت در روز به این وبگاه فرستادند. در ژوئن ۲۰۱۰ در حدود ۶۵ میلیون توییت در روز که برابر است با فرستادن ۷۵۰ توییت در هر ثانیه به توییتر، ارسال شد. در ماه مارس ۲۰۱۰، بیش از ۷۰٬۰۰۰ برنامه‌های کاربردی برای توییتر به ثبت رسید تا ژوئیهٔ ۲۰۱۱ بیش از یک میلیون نرم‌افزار برای توییتر توسط توسعه‌دهندگان نوشته شد که این نرم‌افزارها توسط شرکت توییتر تأیید و ثبت شده‌اند.
طبق آخرین آمار موجود در سال ۲۰۱۵ توییتر دارای بیش از ۲۸۲ میلیون کاربر فعال است. به تعبیر جالب دیگری اگر توییتر با تعداد کاربران موجود خود به عنوان کشوری اعلام استقلال کند، دوازدهمین کشور پرجمعیت جهان خواهد بود. تعداد توییت‌های ارسالی توسط این کاربران در روز حدود ۵۰۰ میلیون توییت است. ۶۳٪ از برندهای دنیا حساب کاربری توییتر گوناگون دارند و حدود ۹۲٪ این تعداد بیش از یک توییت در روز ارسال می‌کنند که نشان‌دهندهٔ فعالیت آن‌ها و موفقیت توییتر در جذب بازاریابان و فعالان حوزهٔ بازاریابی است. همچنین در سال ۲۰۱۵ توییتر به عنوان دومین شبکهٔ اجتماعی پر کاربرد برای حوزهٔ B2B شناخته شده است. در نهایت اثر نفوذ تبلیغات در توییتر به سطحی رسیده است که طبق آمار اعلام شده، تبلیغات در این شبکه ۸ تا ۲۴ برابر فیس‌بوک، کلیک می‌شوند و این نکته به موفقیت توییتر در زمینهٔ تبلیغات آنلاین اشاره دارد.

#### سال‌های ۲۰۱۱ تا ۲۰۱۴
در ۵ام آوریل سال ۲۰۱۱، توییتر یک صفحهٔ اصلی نو را به‌طور آزمایشی راه‌اندازی و در نهایت صفحهٔ قدیمی را حذف کرد. با این حال، پس از راه‌اندازی صفحهٔ نو، یک خطا و قطعی موقت رخ داد، بنابراین صفحهٔ اصلی نسخهٔ قدیمی تا زمان برطرف شدن این مشکلات هنوز در دست استفاده بودند و همچنین، صفحهٔ اصلی نو دوباره در تاریخ ۲۰ام آوریل معرفی شد. در ۸ دسامبر سال ۲۰۱۱، توییتر بار دیگر وبگاه خود را باز طراحی کرد تا از طراحی «پرواز» استفاده کند. این سرویس می‌گوید، دنبال کردن و تبلیغ برای کاربران نو آسان‌تر است. افزون بر ایجاد سربرگ «Home»، برگهٔ «Connect» و «Discover» به همراه یک نمایهٔ مجدد و یک جدول زمانی به نام «Tweets» معرفی شدند. این طراحی بعداً با طراحی شبکهٔ اجتماعی فیس‌بوک مقایسه شده است.
در ۲۱ام فوریهٔ سال ۲۰۱۲، توییتر و شرکت یاندکس، رسماً شراکت و همکاری خود را اعلام کردند. شراکت یاندکس، موتور جست‌وجوی روسی با توییتر، به دلیل قراردادن فیدهای خبری به موقع در توییتر توسط این شرکت، ارزش بالایی پیدا می‌کند.

#### سال ۲۰۱۵ و رشد آهسته
در ۱۱ام فوریهٔ سال ۲۰۱۵، توییتر اعلام کرد که یک شبکهٔ تبلیغاتی را به نام «Niche» برای ستاره‌های شبکه‌های اجتماعی، به دست «Rob Fishman» و «Darren Lachtman» بنیان‌گذاری کرده است. هزینهٔ بنیان‌گذاری این شبکه حدوداً ۵۰ میلیون دلار آمریکایی گزارش شده است. در ۱۳ام مارس سال ۲۰۱۵، رسماً خرید برنامهٔ پریسکوپ را اعلام کرد، برنامه‌ای که امکان پخش مستقیم ویدیو را فراهم می‌کند. در آوریل سال ۲۰۱۵، صفحهٔ اصلی دسکتاپ Twitter.com تغییر کرد. توییتر اعلام کرد که شرکت «THApart»، یک شرکت فنی تبلیغات تجاری را با ۵۳۲ میلیون دلار سهام را به خریده است.
برطبق گزارش مجلهٔ فرچون، بیزنس اینسایدر،«Marketing Land" و سایر وبگاه‌های خبری از جمله کوارتز (در سال ۲۰۱۶)، در حین سال آشکار شد که رشد توییتر آهسته شده است. در ژوئن سال ۲۰۱۶، توییتر یک استارت‌آپ هوش مصنوعی به نام «Magic Pony» را با مبلغ ۱۵۰ میلیون دلار خرید.

#### عرضهٔ اولیهٔ سهام
در ۱۲ام سپتامبر سال ۲۰۱۳، توییتر اعلام کرد که اوراقی را در کمیسیون بورس و اوراق بهادار آمریکا(SEC) پیش از یک عرضهٔ اولیهٔ سهام برنامه‌ریزی شده، ثبت کرده است. همچنین توییتر، گزارش مالی و برنامهٔ خود برای آینده را در قالب یک مقاله ۸۰۰ صفحه‌ای ارائه داد. در این مقاله، توییتر جمع‌آوری مبلغ ۱ میلیارد دلار آمریکا را به عنوان مبنای نخستین فعالیت و هدف خود در بازار سهام بیان کرد. پرونده‌های بایگانی «IPO» بیان می‌کند که بیش از «۲۰۰٬۰۰۰٬۰۰۰+ کاربر فعال ماهانه» به توییتر دسترسی دارند و «۵۰۰٬۰۰۰٬۰۰۰+ توییت در روز» ارسال می‌کنند.
توییتر در اصلاحیهٔ تاریخ ۱۵ اکتبر ۲۰۱۳ پروندهٔ خود برای SEC S 1، اعلام کرد که آن‌ها در بورس نیویورک (NYSE) وارد می‌شوند، و پیش‌بینی می‌کنند که سهام آن‌ها در بورس نزدک نیز معامله شود. این تصمیم توییتر با استقبال گسترده‌ای روبه‌رو شد تا واکنشی نسبت به عرضهٔ اولیهٔ سهام عمومی فیس‌بوک باشد. در ۶ام نوامبر سال ۲۰۱۶، ۷۰ میلیون سهم با ارزش هر سهم ۲۶ دلار آمریکا توسط سرپرستی گلدمن ساکس قیمت‌گذاری شد.
نخستین روز معاملات بورس نیویورک در تاریخ ۷ نوامبر ۲۰۱۳، سهام توییتر با ارزش ۲۶ دلار افتتاح و با ۴۴٫۹۰ دلار بسته شد و ارزش این شرکت حدود ۳۱ میلیارد دلار ارزیابی شد. بر طبق اسناد منتشر شده از ۷ نوامبر، اوان ویلیامز مبلغ ۲٫۵۶ میلیارد دلار آمریکا و جک دورسی ۱ میلیارد دلار آمریکا دریافت کردند در این درحال است که مبلغ دریافتی دیک کستالو فقط ۳۴۵ میلیون دلار بوده است. در ۵ فوریهٔ ۲۰۱۴، توییتر نخستین نتایج خود را به عنوان یک شرکت سهامی عام منتشر کرد و نشان داد در سه‌ماههٔ چهارم سال ۲۰۱۳ ضرر خالص ۵۱۱ میلیون دلار بوده است. در ژانویهٔ سال ۲۰۱۶، مدیر عامل شرکت جک دورسی، در گزارشی اظهار کرد که توییتر قصد دارد که حد محدودیت هر توییت خود را به ۱۰٬۰۰۰ حرف افزایش دهد و کاربران برای مشاهده بیشتر از ۱۴۰ حرف، باید کلیک کنند.

## مدیریت و رهبری

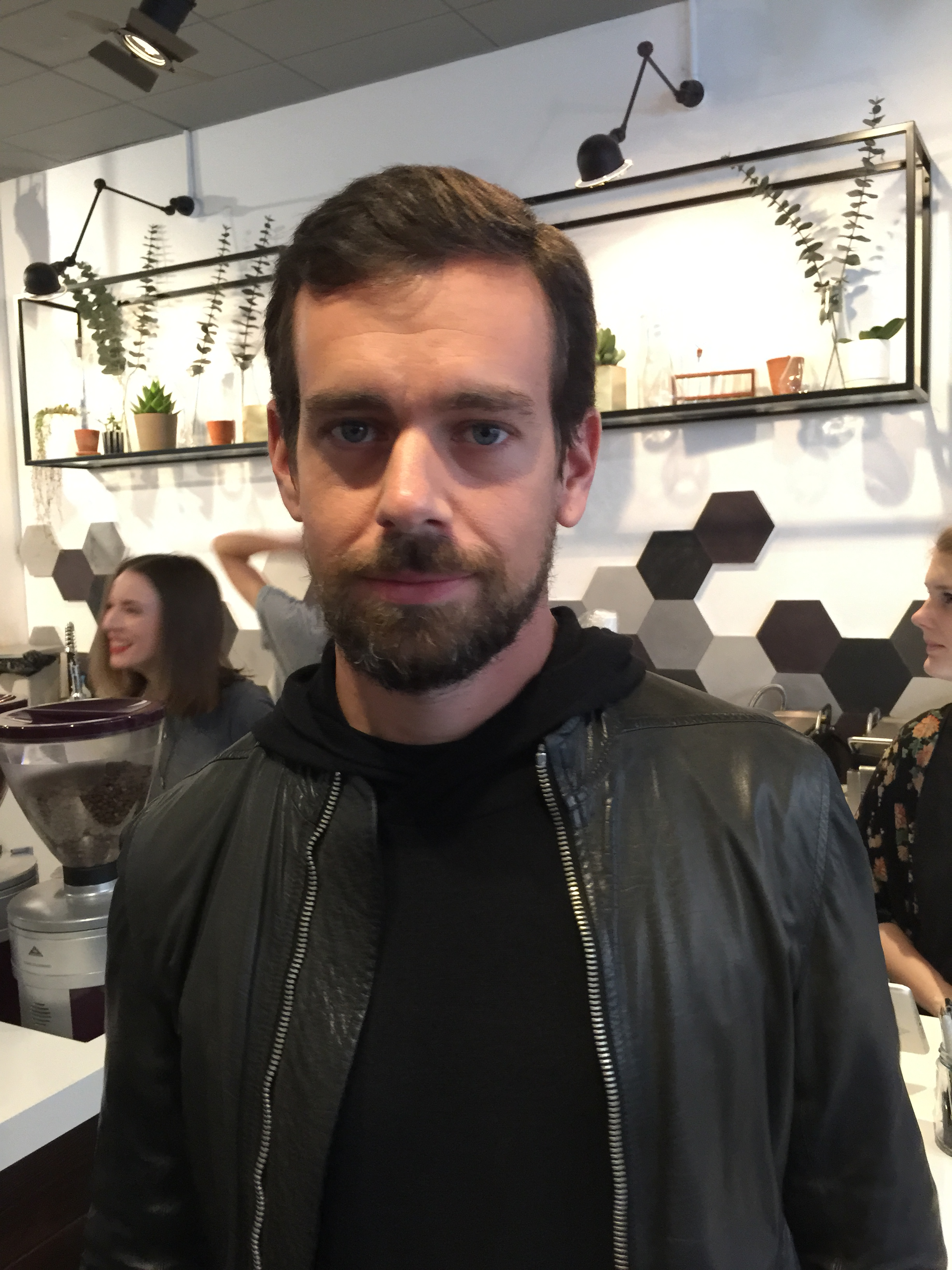
جک دورسی مدیرعامل سابق توییتر

جک دورسی به عنوان مدیر عامل اجرایی، استارت‌آپ توییتر را با استفاده از دو دوره بودجهٔ سرمایه توسط سرمایه‌گذاری خطرپذیر راه‌اندازی کرد. در ۱۶ اکتبر ۲۰۰۸، ویلیامز نقش مدیرعامل را بر عهده گرفت و جک دورسی رئیس هیئت مدیره شد. در ۴ام اکتبر ۲۰۱۰، ویلیامز اعلام کرد که از سمت مدیرعامل کناره‌گیری می‌کند و سپس دیک کستالو، مدیر ارشد پیشین توییتر، مدیر عامل شرکت شد. در تاریخ ۴ام اکتبر سال ۲۰۱۰، ویلیامز اعلامیه‌ای را منتشر کرد که می‌گوید در این شرکت خواهد ماند و «کاملاً روی استراتژی محصول تمرکز خواهد کرد».
برطبق گزارش نیویورک تایمز، وقتی ویلیامز از از آن‌ها دور شد، «آقای دورسی و آقای کستالو روابط نزدیکی را با یک دیگر ایجاد کردند». مطابق مجلهٔ پی‌سی مگزین، ویلیامز «دیگر درگیر فعالیت‌های روزانه در این شرکت نبود». وی بر توسعهٔ استارتاپی نو متمرکز شده بود و به عضویت هیئت مدیرهٔ توییتر درآمد و قول داد که «از هر راهی که بتوانم کمک خواهم کرد». نخستین توییت در ۲۱ مارس سال ۲۰۰۶ در ساعت ۹:۵۰ بعد از ظهر توسط جک دورسی یکی از بنیان‌گذاران توییتر نگاشته شد. در سال ۲۰۱۱، استون هنوز در توییتر بود اما با «AOL» به عنوان مشاور «تلاش‌های داوطلبانه و بشردوستانه» همکاری می‌کرد.
در ۲۵ آوریل ۲۰۲۲، هیئت مدیرهٔ توییتر پیشنهاد ۴۴ میلیارد دلاری ایلان ماسک مدیرعامل شرکت تسلا برای مالکیت خصوصی این شرکت را پذیرفت. او که ۲ هفته قبل از این معامله، ۹ درصد از سهام شرکت را خریداری کرده بود، با تصاحب کل شرکت باعث افزایش ۵ درصدی سهام این شرکت شد و قول آزادی بیان در این شبکه را به کاربران خود داد.
در تاریخ ۱۲ مه ۲۰۲۳، ایلان ماسک اعلام کرد که لیندا یاکارینو به عنوان مدیر عامل شرکت توییتر جایگزین او خواهد شد. ماسک و یاکارینو چند ماه پیش از این انتصاب، در یک مناظره مقابل یکدیگر قرار گرفته بودند.

## قوانین
هدف توییتر ایجاد بستری برای گفت و گوی عمومی است اما خشونتِ کلامی و سایر آزارهای آنلاین باعث می‌شود تا افراد نتوانند با آزادی و امنیت حرف‌های خود را بیان کنند. در نتیجه چنین رفتارهایی باعث می‌شود تا از کارایی توییتر کاسته شود؛ بنابراین توییتر قوانینی را وضع کرده تا اطمینان حاصل کند که همهٔ افراد بتوانند آزادانه و با امنیت با یکدیگر صحبت کنند.

طرح تجزیه و تحلیل پیر آنالیتیکس
رویدادها
اسپم
خودارتقایی
سخنان بیهوده
گفتگو
باارزش

## آمار

#### محتویات توییت‌ها
شرکت پژوهشی مبتنی بر بازار سن آنتونیو، پیر آنالیتیکس، دو هزار توییت را در اوت ۲۰۰۹ در دوره‌ای دو هفته‌ای از ۱۱ صبح تا ۵ بعد از ظهر مورد تجزیه و تحلیل قرار داد. «توییت‌های آمریکایی و به زبان انگلیسی». این توییت‌ها در ۶ دسته تقسیم‌بندی شده‌بودند
- سخنان بیهوده ۴۰٪
- گفت‌وگو ۳۸٪
- باارزش ۹٪
- خودارتقایی ۶٪
- اسپم ۴٪
- اخبار ۴٪

دانا بوید پژوهشگر شبکه‌های اجتماعی در واکنش به بررسی‌های انجام شده توسط پیر آنالیتیکس چنین استدلال کرد: بهتر است پژوهشگران پیر از واژگان «توجه اجتماعی» یا «آگاهی محیطی» به جای «سخنان بیهوده» استفاده کنند. او این واژگان را چنین توضیح داد: افرادی که دوست دارند از عقاید و احساسات اطرافیان خود حتی در زمانی که امکان با هم بودنشان فراهم نیست، اطلاع پیدا کنند.

## وبگاه

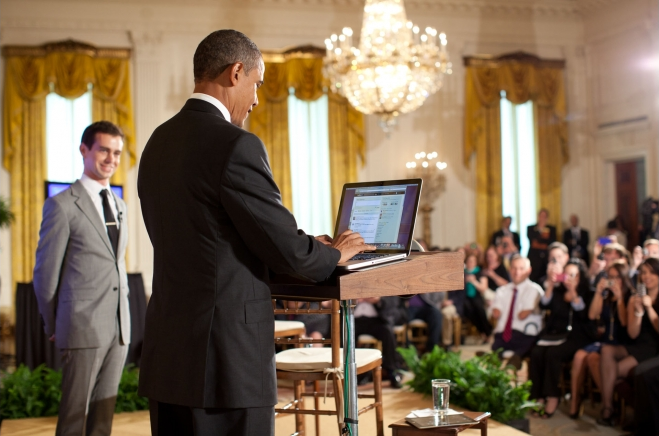
جک دورسی و باراک اوباما (از چپ)

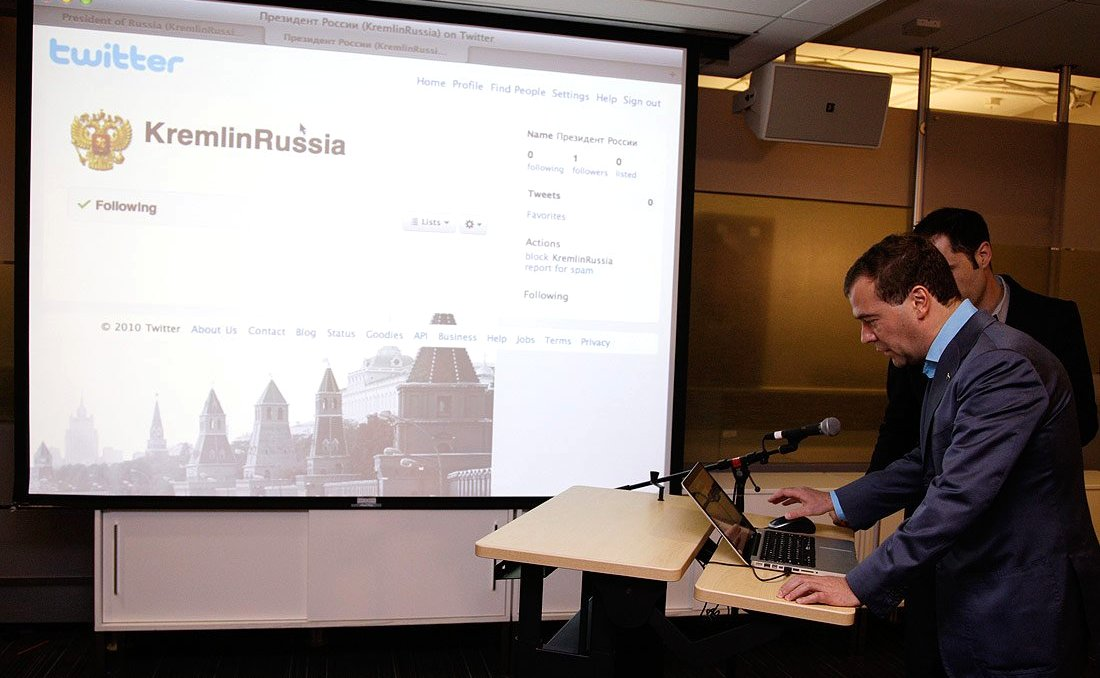
دمیتری مدودف در حال توییت کردن

وبگاه توییتر با نشانی twitter.com یا x.com در دسترس می‌باشد، البته در بعضی از کشورها از جمله ایران و چین وبگاه توییتر برای کاربران فیلتر می‌باشد. برای پیوستن به این سایت باید نام، ایمیل، یک رمز عبور ۶ رقم به بالا و یک نام کاربری بیشتر از ۴ کاراکتر را وارد کرد. قسمت جستجو در نوار ابزار توییتر قرار دارد و در این قسمت می‌توان در میان توییت‌های فرستاده‌شده و کاربران جستجو انجام داد. در صفحه نخست توییتر، کاربران محبوب و پرطرفدار توییتر نشان داده می‌شود و توییتر در این قسمت فهرستی از کاربران را دسته‌بندی کرده است.

### ابزارها

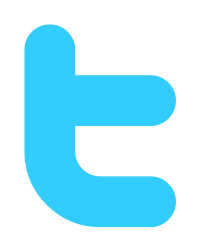
لوگوی توییتر

یکی از ابزارهای توییتر پاک کردن حساب کاربری می‌باشد، با پاک کردن حساب کاربری تمام توییت‌های فرستاده شده به توییتر و تمام داده‌های کاربری پاک می‌شود و به مدت ۳۰ روز قابل برگشت می‌باشد.
توییتر این امکان را به کاربران داده است که بتوانند صفحه پروفایل خود را با سلیقه خود طراحی کنند. در بخش طراحی صفحه شخصی توییتر به‌طور پیش فرض نوزده طرح را قرار داده است ولی کاربران خود می‌توانند با تغییر رنگ صفحه و همچنین قرار دادن تصویر در پس زمینه صفحه پروفایل شخصی، طرح دلخواه خود را طراحی کنند.
- نوشتار

توییتر این امکان را به کاربران خود می‌دهد که در ۲۸۰کاراکتر نوشتاری را برای دنبال‌کنندگان خود بفرستند؛ که مهم‌ترین سرویس و ریشه‌ای‌ترین امکان توییتر به‌شمار می‌آید. کوتاه‌نوشت نام دیگری‌است که به نوشته‌های فرستاده شده به توییتر داده‌اند.
- آوا

توییتر به معنای چهچهه یا آواهایی متناوب است؛ ولی برخلاف معنای اسم توییتر، همواره در آن کوتاه نوشت می‌نویسند و خبری از آوا در آن نیست. در توییتر افزون برفرستادن پیام نوشتاری می‌توان نوشته را به صورت آوا هم فرستاد، با کمک وبگاه‌های وابسته به توییتر می‌توان این نوع توییت را برای دنبال کنندگان فرستاد. از جمله وبگاه‌هایی که این امکان را به کاربران توییتر می‌دهند chir.ps و audio Boo را می‌توان نام برد.
- نگاره

در اوت ۲۰۱۱ توییتر امکان فرستادن مستقیم نگاره را به وب‌گاهش افزود، با افزوده شدن این امکان هر کاربر در توییتر دارای یک گالری از نگاره‌ها خواهد بود که در کنار پروفایل شخصی اش نمایش داده می‌شود افزون بر این در توییتر با استفاده از وبگاه‌های دوم مانند توییت پیک یا فلیکر می‌توان نگاره را هم توییت کرد.

### فناوری

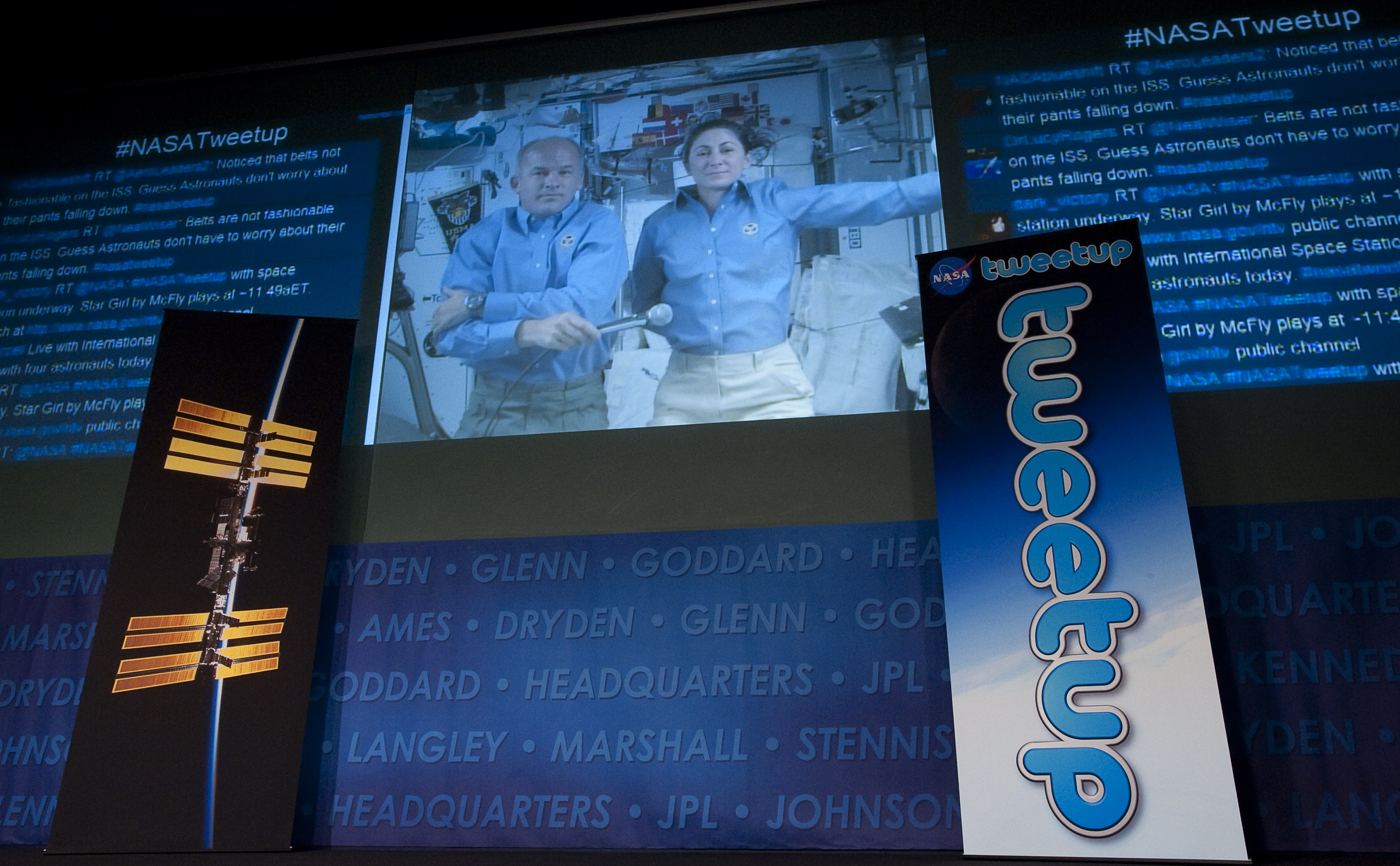
توییتر و ناسا

#### رابط
رابط وبگاه توییتر از چارچوب روبی آن ریلز استفاده می‌کند. از بهار سال ۲۰۰۷ تا ۲۰۰۸، پیام‌ها به وسیلهٔ سرور پایدار روبی به نام استارلینگ به کار گرفته می‌شدند، اما از سال ۲۰۰۹، این عملکرد با برنامه‌ای به نام اسکالا جایگزین شد. رابط برنامه کاربردی (API) سرویس‌ها به دیگر سرویس‌های وب، امکان یکپارچه شدن با توییتر را می‌دهد. در ۳۰ آوریل ۲۰۰۹، توییتر رابط وب خود را با اضافه کردن سرچ‌بار و سایدبار در «ترندینگ تاپیکس» تنظیم کرد. بیز استون توضیح می‌دهد که: تمامی پیام‌ها فوراً به ایندکس اضافه می‌شوند و به وسیلهٔ این مشخصه جدید، توییتر به‌طور ناگهانی به عنوان سایتی مهم مطرح می‌شود.
- ترندینگ تاپیکس: مهم‌ترین عبارات معمولی که در پیام‌ها به کار می‌روند.
- ایندکس: موتور جستجویی است که نشان دهنده اتفاقات جاری می‌باشد.

توییتر در سال ۲۰۰۷، تقریباً در ۹۸ درصد موارد به صورت آپ تایم (زمانی که یک سیستم به‌طور صحیح و فعال عمل می‌کند) فعالیت داشته است. این زمان توقف به‌ویژه در رویدادهای عمومی مربوط به صنعت فناوری مانند کنفرانس مک ورد در سال ۲۰۰۸، بیشتر مورد توجه قرار گرفته است.

#### پیام خطا
زمانی که توییتر با بار ترافیکی زیاد یا مشکلاتی دیگر برخورد می‌کند کاربران با این صفحه مواجه می‌شوند نام این صفحه مشهور است به نهنگ توییتر که به وسیله یینگ لو طراحی شده است و بعد از رفع اشکال در سایت برداشته می‌شود، تصویر یک نهنگ یا یک وال سفید رنگ را نشان می‌دهد که توسط هشت پرنده نارنجی رنگ که نماد تیم مدیریتی یا فنی سایت می‌باشند به بالا کشیده می‌شود و آن را از غرق شدن در اقیانوس نجات می‌دهد.
توییت‌های بیش از حد! لطفاً لحظه‌ای صبر و دوباره سعی کنید.

### حریم خصوصی و امنیت
در سال ۲۰۰۶، هنگامی که توییتر زیر نام "Twttr" راه‌اندازی شد، مایکل ارینگتون از سایت تک کرانچ اشاره داشت که با وجود اینکه از این سرویس خوشش آمده است، از این حقیقت که صفحهٔ تمامیِ کاربرها برای همگان قابل رؤیت (پابلیک) است احساس ناامنی می‌کند. پیام‌های توییتری به صورت عمومی است ولی کاربران می‌توانند پیام‌های خصوصی نیز ارسال کنند. توییتر اطلاعات قابل شناسایی و شخصی کاربرانش را جمع‌آوری کرده و با مشترکان دیگر سهیم می‌شود. این سرویس حق فروش این اطلاعات به عنوان دارائی‌های خود، در صورت تعویض مالکیت شرکت را دارد. هنگامی که توییتر برای کسی تبلیغی نمی‌کند، تبلیغ کنندگان می‌توانند کاربران را بر اساس سابقه توییت کردنشان مشخص کنند.
در ۷ آوریل ۲۰۰۷، گزارشی مبنی بر در معرض خطر قرار گرفتن امنیت، توسط نیتش دنجی و روجیث اعلام شد. هنگامی که توییتر از شماره تلفن فرستنده smsها به عنوان وسیله‌ای برای احراز هویت استفاده می‌کرد، کاربران خراب کار می‌توانستند صفحه وضعیت شخص دیگری را با استفاده از خدمات پیام‌کوتاه (sms) به روز کنند. این نقض امنیت می‌توانست زمانی که خرابکار از شماره تلفن ثبت شده در اکانت قربانی اطلاع دارد، مورد استفاده قرار گیرد. طی چندین هفته که از کشف این موضوع می‌گذشت، توییتر شماره شناسایی شخصی (API) را برای کاربران خود تعریف کرد که به وسیلهٔ آن می‌توانستند صحت smsهای خود را تأیید کنند.
در ۵ ژانویه ۲۰۰۹، پس از این‌که گذرواژهٔ یکی از مدیران توییتر به وسیلهٔ «حمله دیکشنری» حدس زده شد، ۳۳ پروفایل مهم در حساب‌های کاربری توییتر به خطر افتادند. توییت‌های جعلی – شامل توییت‌های جنسی و پیام‌های مربوط به مواد مخدر – از طریقِ این حساب‌های کاربری فرستاده شدند.
از سال ۲۰۱۰، کتابخانه کنگره آمریکا در همکاری با توییتر، تمام توییت‌های ارسال شده توسط کاربرانی که حساب‌های آن‌ها به صورت عمومی در دسترس همگان است را آرشیو و ذخیره می‌کند.
توییتر نسخه بتای سرویس «اکانت تأیید شده» خود را در ۱۱ ژوئن ۲۰۰۹ راه‌اندازی کرد. افراد مشهور با استفاده از این سرویس می‌توانند اکانت توییتری مخصوص به خود داشته باشند. در صفحه اصلی این اکانت‌ها علامتی وجود دارد که نشان دهنده تأیید مقام و منصب این افراد است.
در مه ۲۰۱۰، باگی توسط کاربران سازلوک اینسی کشف شد که این اجازه را به کاربران توییتر می‌داد که دیگران را بدون رضایت و اطلاع دیگر کاربران، مجبور به فالوی آن‌ها کند. برای مثال، اکانت کمدین کنون اوبراین، که تنها برای فالوی یک نفر تنظیم شده بود، برای دریافت حدود ۲۰۰ اشتراک مخرب تغییر یافت. در پاسخ به نقض امنیت توییتر، کمیسیون تجارت فدرال، قانونی را علیه سرویس‌هایی که در ۲۴ ژوئن ۲۰۱۰ نصب‌شده بودند به وجود آورد. این نخستین‌باری بود که FTC، علیه شبکه‌ای اجتماعی برای بازگشت امنیت، دست به چنین اقدامی می‌زد. این قوانین نیازمند این بود که توییتر گام‌هایی را برای تأمین امنیت اطلاعات خصوصی کاربران بردارد که شامل پشتیبانی از برنامه‌ای تحت عنوان «برنامه امنیت اطلاعات جامع» بود و به دو ممیزی جداگانه و مستقل از هم در طول سال احتیاج داشت.
در ژوئیه ۲۰۲۲، در نتیجه یک آسیب‌پذیری در پایگاه داده توییتر یک هکر موفق به سرقت اطلاعات ۵٫۴ میلیون کاربر توییتر شد. این اطلاعات شامل شماره تلفن و ایمیل کاربران می‌باشد.

### ترندها
Trends:موضوعاتی یا توییت‌های که در زمینهٔ یا مبحث خاصی ارسال می‌شوند و دارای بیشترین مشارکت‌کننده در واحد زمانی روز می‌باشد با توجه به منطقه‌ای که انتخاب می‌شود در کنار پروفایل توییتر نمایش داده می‌شود. ترندها یکی از پرکاربردترین ابزارهای توییتر به حساب می‌آید به خصوص در زمینهٔ اطلاع‌رسانی یا خبررسانی از طریق توییتر و معمولاً ترندهای مهم و روز و سرتیتر خبرها در جستجوهای گوگل به‌طور اختصاصی نمایش داده می‌شوند.

## کاربرها

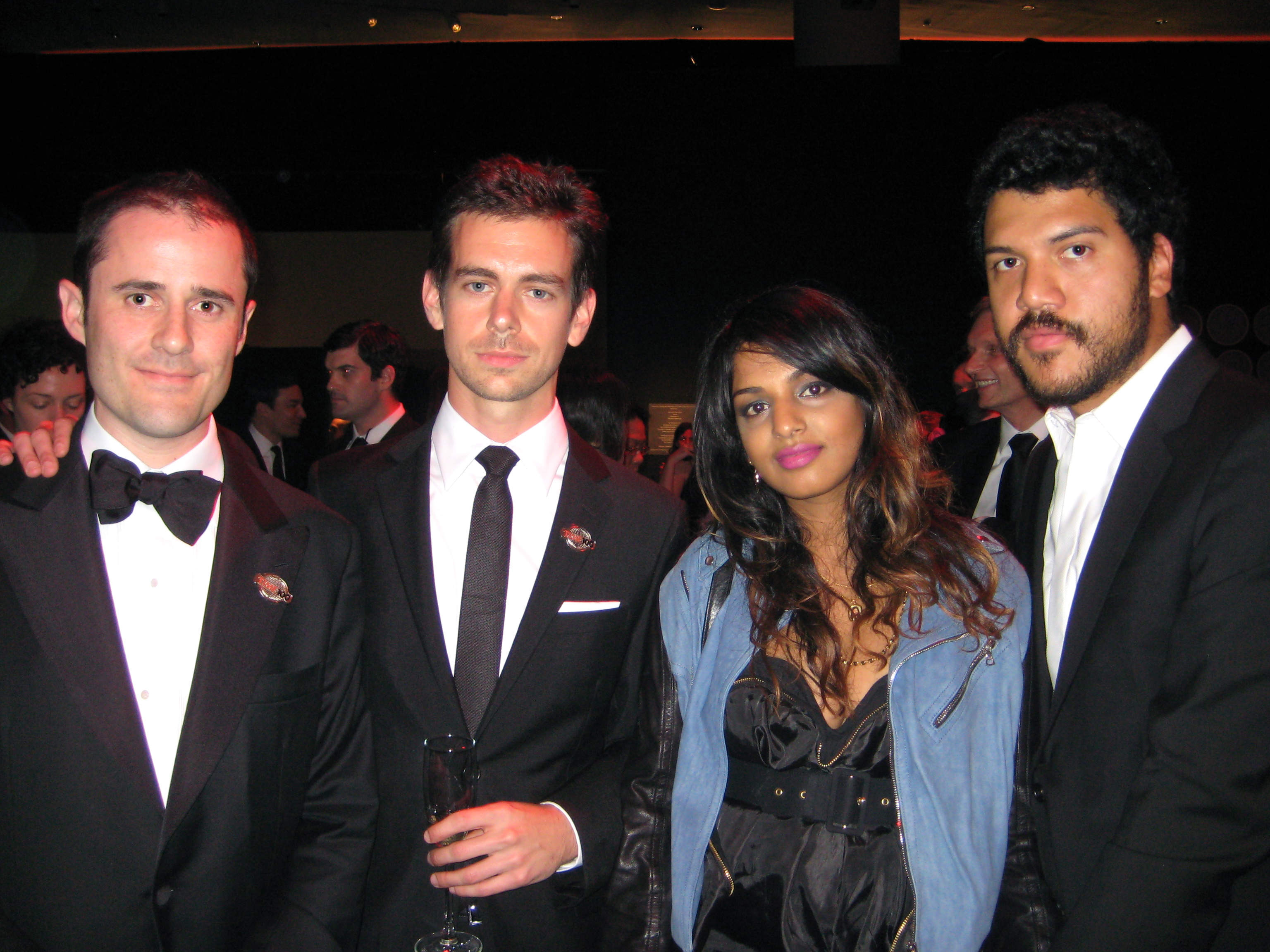
ام.آی.ای. یکی از کاربران توییتر به همراه جک دورسی و اوان ویلیامز از بنیانگذاران توییتر

هم‌اکنون تعداد کاربران این وبگاه از مرز ۲۰۰ میلیون نفر گذشته است. در توییتر افراد مشهور بسیاری عضو هستند و دنبال‌کننده‌هایی میلیونی دارند مانند، بیل گیتس، دونالد ترامپ باراک اوباما، لیدی گاگا و بسیاری از افراد مشهور دیگر و همچنین خبررسانی‌های مشهور نیز در توییتر حساب کاربری دارند.
استفانی گوردون یکی از کاربران معمولی توییتر بود که با توییت کردن یک عکس در توییت پیک به شهرت رسید. استفانی که دنبال‌کننده‌های محدودی داشت و بیشتر در مورد ورزش توییت می‌کرد، انتظار نداشت که اینقدر مشهور شود. البته افراد دیگر هم، از صحنه عکس گرفته بودند، اما تنها همین زن ۳۳ ساله که شغلش برنامه‌ریزی مراسم است، عکس‌ها را به توییتر فرستاده بود. خبر بارداری بیانسه یکی از پرطرفدارترین ترندهایی بود که تعداد رکورد توییتر در مورد یک موضوع ویژه را شکست.

## کاربردها
توییتر در بسیاری از مشاغل و حرفه‌ها کاربردهای متفاوتی دارد و می‌توان از این سرویس دهنده به عنوان ابزاری در رشته‌های مختلف و همچنین به عنوان ابزاری برای گفتگو بهره برد.

### خبررسانی
به سبب ویژگی‌های خاص توییتر بسیاری از روزنامه‌نگاران از این سرویس برای خبررسانی استفاده می‌کنند. بسیاری از روزنامه‌نگاران ایرانی و رسانه‌های فارسی‌زبان در توییتر عضو هستند و آخرین رویدادها را در صفحه خود به روز می‌کنند. بسیاری از گزارشگران از توییتر به عنوان یک ابزار خبررسانی به‌روز استفاده می‌کنند. توییتر می‌تواند به عنوان سریع‌ترین خبررسان جهان مطرح شود چون هر کاربر توییتر خود یک گزارشگر می‌باشد و ناخودآگاه از موضوعات اطراف خود تویت می‌کند. شرکت رسانه‌ای- اجتماعی توییتر، خدمات راهبردی تازه‌ای را برای استفاده از سرویس پیام‌رسانی‌اش در اتاق‌های خبری تحت عنوان «توییتر برای اتاق خبر»، به‌راه انداخته است.
- دسترسی سریع به رویدادها

توییت در مورد یک حادثه سیاسی و خواه در مورد یک تحول فناوری یا رویداد کوتاه یک حادثه، مبدل به نخستین سرچشمه پراکندگی آگاهی رسانی شده است، به همین جهت است که در توییتر می‌توان به سرعت به رویدادهای در حال رخداد دسترسی پیدا کرد.

### مأموریت‌های فضایی ناسا

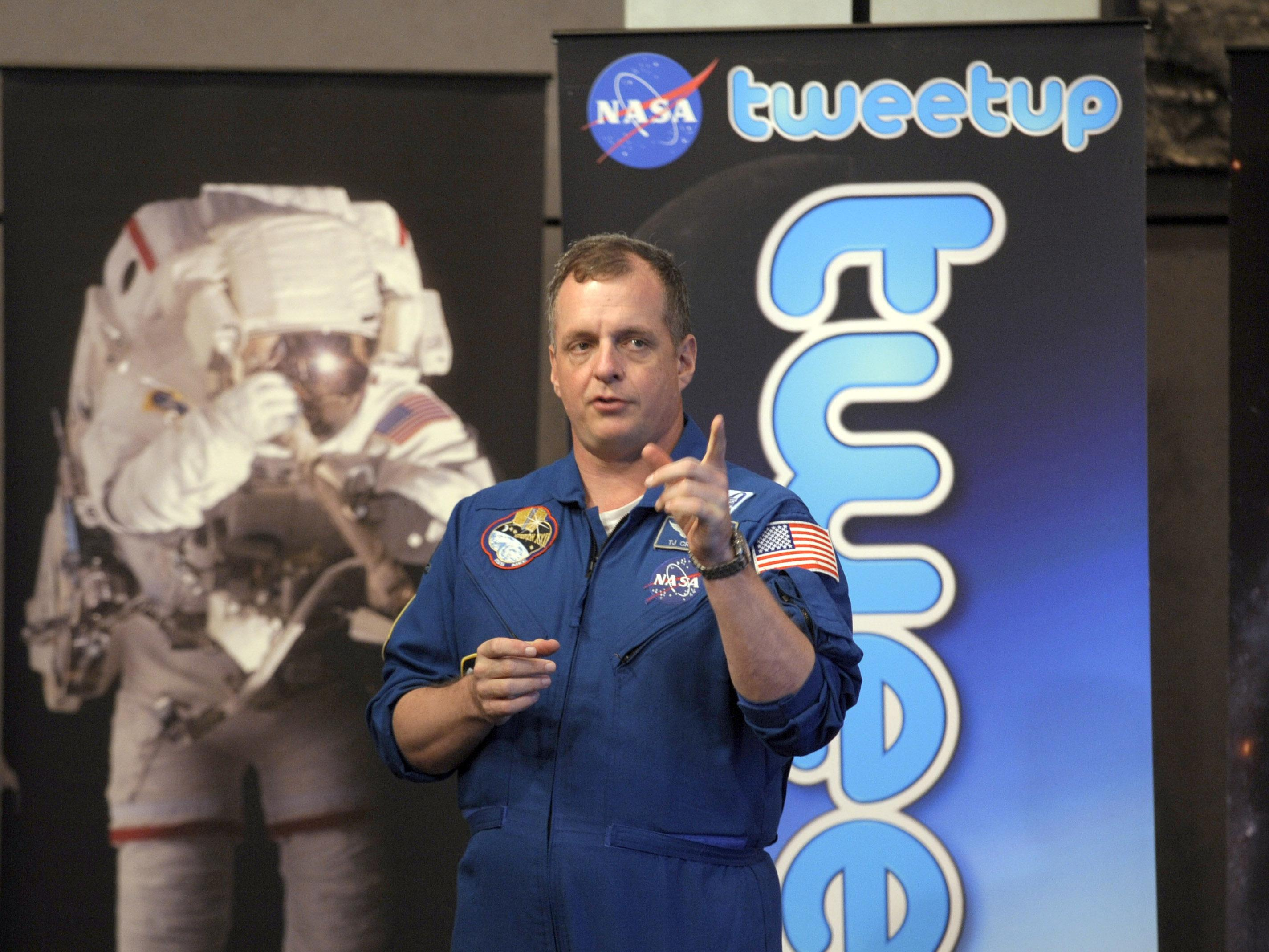
سخنرانی تی. جی کریمر در توییت آپ، مقر ناسا

نخستین پیام توییتری خارج از زمین توسط فضانورد ناسا - تی. جی کریمر - از ایستگاه فضایی بین‌المللی در ۲۲ ژانویه ۲۰۱۰ فرستاده شده است. در اواخر نوامبر ۲۰۱۰، به‌طور متوسط دوازده پیام از اکانت همگانی فضانوردی NASA\Astronauts@ فرستاده شد همچنین ناسا میزبان بیش از ۲۵ توییت آپ بوده است. این توییت برنامه‌ها با فراهم آوردن دسترسی میهمانان وی آی پی به گویندگان و امکانات ناسا، با هدف ایجاد نفوذ در شبکه‌های اجتماعی برای توسعه هدف‌های ناسا تشکیل شدند.

### بازاریابی
یکی از کاربردهای جدید توییتر استفاده از آن به عنوان یک منبع غنی علاقه‌ها و سلیقه‌های کاربران در کشورهای متفاوت است از این رو بسیاری از شرکت‌های تجاری با جمع‌آوری و حتی خرید توییت‌های کاربران به علاقه‌های آن‌ها پی می‌برند و این می‌تواند بهترین راه برای شناخت خواسته‌های مشتریان باشد. بسیاری از شرکت‌ها و فروشندگان با داشتن یک حساب کاربری در توییتر با مشتری‌های خود همیشه در تماس هستند و از نطرات و پیشنهادهای آن‌ها در مورد محصولات و خدماتشان بهره می‌برند.
- آموزش

توییتر می‌تواند یک ابزار آموزشی بالقوه باشد. استاد رشته تاریخ دانشگاه لس آنجلس که خود از توییتر به عنوان ابزار آموزشی استفاده می‌کند می‌گوید: دانشجویانی که با پرسش‌هایی روبه‌رو می‌شوند با تویت کردن آن‌ها پرسش‌ها و جواب‌ها را هماهنگ می‌کنند؛ و از این راه رابطهٔ بین دانشجو و استاد همیشه برقرار خواهد بود.
- پزشکی

با توییتر می‌توان در برخی از موارد و با خواندن توییت‌های کاربران با بیماران در تماس بود و آن‌ها را راهنمایی کرد. در توییتر بسیاری از پزشکان حساب کاربری دارند و به پرسش‌های دیگر کاربران در مورد بیماری خاصی، آن‌ها را راهنمایی می‌کنند.

## ابزارها

### وبگاه‌ها
وبگاه‌هایی که با آنالیز کردن توییت‌های کاربر آمارهای جالبی را ارئه می‌دهند. با استفاده از برنامه‌ها و وبگاه‌هایی که برای این کار ساخته شده‌اند می‌توان نموداری از تعداد توییت‌های فرستاده شده توسط کاربران توییتر راه مشاهده نمود، رتبه کاربر در توییتر را مشخص کرد، تعداد تکرار واژه‌ها را مقایسه کرد، به زمان صرف شده در توییتر پی برد. اولین دنبال‌کننده در توییتر را مشاهده کرد، از توییت‌های فرستاده شده نسخه‌ای پشتیبان گرفت، دنبال‌کننده‌هایی را که مدت زمان زیادی‌است که توییت نمی‌کنند را مشخص نمود. و افرادی که کاربر را دیگر دنبال نمی‌کنند مشاهده کرد.

### راه‌های توییت کردن
راه‌های مختلفی برای ارسال توییت به توییتر وجود دارد همین مشخصه یکی از دلایل محبوبیت توییتر می‌باشد همه جا و همه وقت در دسترس بودن یکی از ویژگی‌های اصلی توییتر است. استفاده از صفحه خانگی، اصلی‌ترین راه و عمومی‌ترین راه برای ارسال توییت می‌باشد. از جمله راه‌های دیگر برای ارسال توییت عبارت اند از:
- برنامه‌ها، یکی دیگر از راه‌های ارسال توییت استفاده کردن از برنامه‌های بسیاری می‌باشد که به روی رایانه شخصی نصب و به توییتر متصل می‌شود یکی از مشهورترین این برنامه‌ها توییت دک می‌باشد.[۱۳۴]
- تلفن همراه، استفاده از موبایل برای ارسال توییت یکی از پرطرفدارترین راه‌هایی ارسال توییت به توییتر به‌شمار می‌رود. اس‌ام‌اس نیز، توییت کردن با فرستادن اس ام اس سریع‌ترین راه برای تویت کردن می‌باشد هم‌اکنون این سرویس در کشورهای بسیاری در دسترس می‌باشد.[۱۳۵]
- برای ارسال توییت از موبایل به توییتر برنامه‌های بسیار زیادی وجود دارد که با نصب و راه‌اندازی و تأیید توسط توییتر می‌توان از آن‌ها برای ارسال توییت از راه موبایل استفاده کرد.[۱۳۳]
- وبگاههای، بسیاری وجود دارند که از راه آن‌ها می‌توان به صفحه ارسال توییت به روی موبایل وارد شد و توییت ارسال کرد. برای ارسال تویت از راه این وبگاه‌ها حتماً باید تأیید توییتر انجام بگیرند.[۱۳۳]
- گوگل کروم، یکی از مرورگرهایی می‌باشد که برنامه‌های زیادی برای مدیریت و ارسال توییت برای ان وجود دارد.[۱۳۶]
- فایرفاکس، یکی دیگر از مرورگرهایی است که می‌توان از ان برای مدیریت و ارسال تویت استفاده کرد.[۱۳۷]
- گوگل تاک، یکی از پیام رسان‌های موجود می‌باشد که می‌توان از راه آن فقط توییت ارسال کرد.[۱۳۸]

### نشان آبی یا سیاست تأیید حساب
نشان Verified آبی در توییتر به افراد اجازه می‌دهد که بدانند حساب کاربری منافع عمومی معتبر است.

نماد معتبر توییتر برای افراد

نشان در کنار نام در نمایه حساب و در کنار نام حساب در نتایج جستجو نشان داده می‌شود. همیشه رنگ یکسان است و بدون توجه به سفارشی سازی رنگ پروفایل یا موضوع، در یک مکان قرار می‌گیرد.
حسابهایی که علامت را در کنار نامشان ندارند، اما آن را در جایی دیگر نشان می‌دهند، مثلاً در عکس نمایه، عکس هدر یا زیست، حساب‌های تأیید نشده‌ای هستند.
نشانهای تأیید شده باید توسط توییتر اعمال شود و حسابهایی که از یک علامت به عنوان بخشی از عکسهای نمایه، عکسهای پس‌زمینه یا هر راه دیگری استفاده می‌کنند که نشان دهنده وضعیت تأیید شده است، به تعلیق دائمی حساب می‌پردازند.
یک حساب کاربری ممکن است تأیید شود اگر مشخص شود که حساب کاربری منافع عمومی باشد. به‌طور معمول این شامل حسابهایی است که توسط کاربران در موسیقی، بازیگری، مد، دولت، سیاست، مذهب، روزنامه‌نگاری، رسانه‌ها، ورزش، کسب و کار و سایر زمینه‌های مورد توجه قرار می‌گیرد.

## واژه‌نامه
- @: علامت تماس با کاربرهای توییتر با قرار دادن این علامت قبل از نام کاربری لینکی به صفحه کاربر مورد نظر ساخته می‌شود.
- dm: با قرار گرفتن این علامت قبل از نام کاربری، برای تماس خصوصی یا مستقیم با کاربرهای توییتر مورد استفاده قرار می‌گیرد.
- rt: برای تکرار یک توییت در توییتر که توسط کاربر دیگری ارسال شده است استفاده می‌شود.
- ff:از این علامت برای معرفی یک کاربر به دیگر کاربرهای توییتر برای دنبال کردن آن که با یک # به صورت FF# به کار می‌رود.
  1. تگ یا Hashtag برای دسته‌بندی کردن توییت‌ها به کار می‌رود، در مواردی، بسیاری کاربرها در مورد موضوعی خاص توییت ارسال می‌کنند با اضافه کردن تگ به موضوع توییت ارسالی پیدا کردن و یافتن توییت‌هایی در ان مورد به راحتی قابل دسترس می‌باشد، تگ‌ها یکی از مهم‌ترین ابزارهای توییتر هستند که توسط کاربران مورد استفاده قرار می‌گیرد استفاده درست از تگ‌ها یکی از قوانین مهم توییتر به‌شمار می‌رود و توییت‌های نامرتبط با تگ ارسالی اسپم شمرده می‌شود.[۱۳۹]

## تأثیرات

### اجتماعی
استفاده از توییتر برای ارتباطات متعالی به مانند آن است که یک شبکهٔ رادیوییِ CB را راه‌اندازی کند و یکی را پشت میکروفن بگذاری برای تلاوت «ایلیاد» (کتابی از هومر)" این را نویسندهٔ مباحث تکنولوژی، بروس استرلینگ نوشت. کلایو تامپسون در سپتامبر ۲۰۰۸ نوشت «برای بسیاری افراد، ایدهٔ شرح جزئیات لحظه به لحظهٔ روزمرگی‌هایتان امری مبهم و مزخرف به نظر می‌رسد.» او ادامه داد: «چرا باید شما دوستانتان را نسبت به کارهای روزانه‌تان مخاطب قرار بدید؟ و همچنین چه میزان از حواشی زندگی آنان می‌تواند برای شما جذاب باشد؟ رشد تمایل برای ابراز چنین رویدادهایی را می‌توان خودشیفتگی مدرن خواند که به وسیلهٔ چنین ابزار مدرنی که دردست نسل زرق و برق سلبرتی‌ها و حاشیه‌های چیره بر متن قرار گرفته است و کسانی هستند که احساس می‌کنند باید هر حاشیه‌ای از زندگی‌شان را با دنیا به اشتراک بگذارند.»

### در رسانه‌ها
- مجلهٔ اینترتینمنت ویکلی با قرار دادن توییتر در فهرست بهترین‌های دهه ابراز داشت که «محدود کردن گفته‌ها به ۱۴۰ کاراکتر - بیشترین رقمی که می‌توان در این ابزار به شدت اعتیادآور نوشت - کاری بسیار آسان به نظر می‌رسد.» در ۲۲ نوامبر ۲۰۱۰ مجله بیز استون، یکی از مؤسسان شرکت توییتر، برای اولین بار ایدهٔ شبکهٔ خبری توییتر را اعلام کرد؛ تئوری یک سرویس خبری سیمی-مانندی که او برای سالیان متمادی بر روی آن مشغول کار کردن بوده است.[۱۴۱]
- در مه ۲۰۰۸، وال استریت ژورنال نوشت که سرویس‌های ارتباط جمعی، همانند توییتر "احساسات متغیری را در افرادی که خورهٔ تکنولوژی‌های مبتنی براینترنت هستند برانگیخته است. طرفداران می‌گوند که این شبکه‌های راه خوبی برای در دسترس بودن با دوستان و اطرافیان است. اما بعضی از کاربرها بعد از مدتی دریافتند که به شدت به آن معتاد شده‌اند؛ به‌طوری‌که به جای پرداختن قبض‌ها آنچنانی موبایل و چک‌کردن‌ها بیشمار میل و پیام‌ها و اینکه کجا هستند و کجا می‌روند، به راحتی از طریق این شبکه‌ها توانسته‌اند مقصود خود را ادا کنند.» از سوی دیگر، استیو داتو تأکید کرد که بخشی از جذابیت توییتر برمی‌گردد به موضوع محدودیت کمی کاراکترها. جاناتان زاترین، پروفسور قانون اینترنت در دانشگاه هاروارد گفت: «کیفیتی که توییتر را به گمان پوچ و مزخرف جلوه می‌دهد، همان چیزی‌است که توییتر را ابزاری قدرتمند ساخته است.» در سال۲۰۰۹، سایت نیلسون آنلاین گزارش داد که بسیاری افراد بعد از استفاده ازآن به مدت حدوداً یک ماه آن را رها می‌کنند و ابقای توییتر بیشتر بر عهدهٔ حدود ۱۰ درصد از کاربرهای فعال آن است در سال ۲۰۰۹ همچنین توییتر برندهٔ جایزی «پدیدهٔ سال» از جشنوارهٔ وبی آواردز شد.[۱۴۲]
- در یکی از اپیزودهای دیلی شو در ۲۶ فوریه ۲۰۰۹، برایان ویلیامز ِروزنامه‌نگار به عنوان مهمان برنامه توییت‌ها را به عنوان شرایطی که تشریح‌کنندهٔ وضعیت نویسنده‌اش است، برشمرد. ویلیامز تأکید کرد که او هیچ‌وقت از توییتر استفاده نخواهد کرد چون او خود هیچ‌کدام از کارهایش را آنچنان تشخیص نمی‌داد که ممکن است برای انتشار در توییتر جالب باشد.[۱۴۳]
- مجله تایم رشد سریع تأثیر توییتر را در بین فهرست صد افراد تأثیرگذار جهان در سال ۲۰۱۰ قرار داد. برای معین کردن میزان بیشترین تأثیر سایت‌های ارتباط جمعی توییتر و فیس‌بوک در صدر قرار دارند.[۱۴۴]
- به گزارش ویکی لیکس در توییتر، کتاب‌فروشی آمازون اسناد ویکی‌لیکس را از فضایی که در اختیار دارد خارج نمود و به‌این ترتیب دسترسی به این اسناد را مختل کرد. ویکی‌لیکس، اول دسامبر ۲۰۱۰ در توییتر نوشت: «آزادی بیان در سرزمین آزادگان. آمازون اسناد ویکی‌لیکس را از فضایی که در اختیار دارد، تبعید کرد.»[۱۴۵]

### شورش‌های انگلستان
دولت بریتانیا در نشستی اضطراری پیشنهاد داد در مواقع اضطراری شبکه‌های اجتماعی یا شناسه برخی کاربران مسدود شود. در ۱۱ اوت ۲۰۱۱، دولت بریتانیا، جلسه‌ای را برگزار کرد تا دربارهٔ مسدود کردن شبکه‌های اجتماعی توییتر و فیس‌بوک و شبکهٔ تلفن‌های همراه بلک‌بری در لندن تصمیم اتخاذ شود. مقامات بریتانیا در این جلسه شبکه‌های اجتماعی را به عنوان مقصر اصلی در تشدید شورش‌های انگلستان برشمرده‌اند.
عدهٔ دیگری از مقامات دولتی بریتانیا، راه‌حلی شدیدتر را پیشنهاد داده‌اند. آن‌ها خواهان آن هستند که اختیارات قانونی لازم به پلیس بریتانیا داده شود که در مواقع اضطراری، پلیس این اختیار را داشته باشد که دسترسی به شبکه‌های اجتماعی در بریتانیا را به‌طور موقت مسدود کند.

### جنبش ۶ آوریل
جنبش ۶ آوریل گروه فیس‌بوکی مصری بود که توسط احمد ماهر در بهار ۲۰۰۸ برای حمایت از کارگران شهر صنعتی المحله الکبری که برای اعتصاب در تاریخ ۶ آوریل برنامه داشتند، ایجاد شد. فعالان به شرکت‌کنندگان گفتند تا سیاه بپوشند و روز اعتصاب در خانه بمانند. تارنگارنویسان و شهروندخبرنگاران از فیس‌بوک، توییتر، فلیکر، تارنگارها و دیگر ابزارهای رسانه برای گزارش اعتصاب، و هشدار به شبکه‌ها دربارهٔ فعالیت پلیس، سازمان‌دهی حفاظت قانونی و جلب نظرها به تلاش‌هایشان استفاده کردند. در اقدامی گوگل با همکاری توییتر و شرکت SayNow، سرویس جدیدی را راه‌اندازی کردند. این سرویس برای کمک به مردم مصر برای اطلاع‌رسانی اوضاع و اخبار کشور، شروع به‌کار کرد. با استفاده از این سرویس کاربران مصری بدون نیاز به اتصال به اینترنت، می‌توانستند صدای خود را از راه فرستادن توییت به دیگران برسانند.

### ترکیه
در ۲۲ مارس ۲۰۱۴ این وبسایت در ترکیه فیلتر شد. رجب طیب اردوغان نخست‌وزیر ترکیه پیش از این گفته بود با توجه به پخش کلیپهای صوتی در توییتر توسط افراد ناشناس که گفته می‌شود فساد در نزدیکان نخست‌وزیر را فاش می‌کند، این پایگاه اینترنتی را فیلتر خواهد کرد. در حالی که مردم ترکیه و جامعه بین‌المللی این مسئله را سانسور می‌دانند.

## توییتر در ایران
توییتر یکی از پرطرفدارترین شبکه‌های اجتماعی در ایران است، رشد کاربران این وبگاه در انتخابات ریاست جمهوری ایران (۱۳۸۸) به حدی رسیده بود که در سایت الکسا به عنوان چهارمین وبگاه پربازدید ایرانیان معرفی شد. در حال حاضر توییتر توسط دولت ایران فیلتر شده است و کاربرانش به‌طور مستقیم به آن دسترسی ندارند.
با وجود آنکه تا چند سال پیش، غالباً توییتر در ایران به‌عنوان محیطی برای ارتباط بین کنشگران و خبرنگاران محسوب می‌شد، طی چند سال اخیر به لحاظ تعداد و تنوع کاربران، رشد چشمگیری یافته است. بعد از فیلترینگ تلگرام، افزایش کاربران ایرانی توییتر تشدید شده است. چرا که با فیلتر شدن تلگرام، استفاده از فیلترشکن‌ها در بین کاربران ایرانی رواج بیشتری پیدا کرده و در نتیجه حضور کاربران در سایر رسانه‌های فیلتر شده نیز تسهیل شده است.
بررسی مرکز پژوهشی بتا در سال ۱۳۹۹ نشان می‌دهد توییتر در جهان در حدود ۳۶۰ میلیون دنبال کننده دارد در ایران بیش از ۲میلیون کاربر دارد که در طول یک سال در حدود ۵۰۰میلیون توییت منتشر می‌کنند که از این تعداد ۲۰۰میلیون ری‌توییت انجام می‌شود. همچنین کاربران بیش از ۱٫۵میلیارد لایک نسبت به توییت‌های هم انجام می‌دهند.

### انتخابات
بعد از انتخابات ریاست جمهوری ایران (۱۳۸۸) و سرکوب مخالفان و قطع شدن راه‌های ارتباطی از جمله پیامک و کند شدن سرعت اینترنت و فیلتر شدن بسیاری از وبگاه‌ها، توییتر یکی از ابزارهایی بود که توسط مخالفان دولت و مردم برای اطلاع‌رسانی سریع و مخابره آن مورد استفاده قرار گرفت و تگ‌های Iran #Iranelection# در صفحه اول توییتر به انتخابات ایران اختصاص یافت.
این اولین بار بود که در دنیا از یک شبکه اجتماعی برای خبررسانی به این گستردگی استفاده می‌شد و مردم توانستند از طریق توییتر محدودیت‌های حاکم را دور بزنند و خبرها را ارسال کنند.
در حالی که دولت ایران به سرکوب رسانه‌های خارجی پرداخته بود، فعالان سرویس توییتر را برای ارسال لینک‌ها به ویدیوها، عکس‌ها و گزارش‌های مربوط به خشونت بکار می‌برند؛ و در همان زمان بسیاری از کاربران توییتر نماها یا چهرک‌های خود را به رنگ سبز درآورند. نقش اینترنت و سایر فناوری‌های ارتباطی مدرن در این اعتراضات قابل توجه بوده است.
اخبار و تصاویر و ویدیوهای مربوط به این وقایع از طریق شبکه‌های اجتماعی و یوتیوب منتشر شده و هماهنگی برای اجتماعات از طریق شبکه‌های اجتماعی و توییتر صورت گرفته است. یکی از علل رو آوردن به توییتر قطع سامانهٔ پیام کوتاه تلفن همراه بوده است بنابراین به نظر می‌رسد توییتر نقش جایگزین این سیستم را به دست آورده است. از طرفی خبررسانی‌های توییتری توسط کسانی که در ایران مستقیماً در جریان اخبار قرار داشتند باعث ایجاد انتقادات شدیدی نسبت به وضعیت خبررسانی رسانه‌های بزرگی همچون سی‌ان‌ان شدند.
این جو اطلاعاتی همچنین توجه خود را به سکوت رسانه‌ای کاخ سفید متوجه کرده‌اند، اوباما که از تکنولوژیهای برخط همچون توییتر و فیس‌بوک برای کسب حمایت در انتخابات ریاست جمهوری آمریکا استفاده کرد، حال با انتظارات و درخواست‌ها در صفحه کاخ سفید در فیس‌بوک مواجه شده است که سکوت دولت او را در برابر وقایع در جریان در ایران به چالش کشیده‌اند. حکومت ایران برای مقابله با اطلاع‌رسانی از طریق اینترنت محدودیت‌هایی را از طریق تشدید فیلترینگ به اجرا گزارد بطوری‌که بیش از ۱۰ میلیون وبگاه و وب‌نوشت با صرف هفت میلیارد تومان هزینه فیلتر شدند.
- فرشته قاضی

فرشته قاضی روزنامه‌نگار و فعال حقوق بشر در ۷ آبان ۱۳۸۳ در رابطه با پروندهٔ سایت‌های اینترنتی، توسط ادارهٔ اماکن دستگیر شد. وی پس از دهمین انتخابات ریاست جمهوری ایران (۱۳۸۸) که با سرکوب گستردهٔ مردم همراه بود از طریق توییتر به انتشار اخبار دستگیری‌ها پرداخت. بیش از ۹ هزار تن توییت وی را دنبال می‌کردند.
- در حمایت از اعتراضات ایران، توییتر تعمیرات خود را به تعویق انداخت.

توییتر، شرکت ارائه خدمات پیامک، تعمیرات خود را که قرار بود روز دوشنبه انجام شود را به درخواست وزارت امور خارجه آمریکا به تعویق انداخت، تا به این وسیله، تظاهرکنندگان ایرانی، از کانال توییتر بتوانند به تبادل اخبار و اطلاعات آزاد بپردازند.
- توییتر و آزادی اطلاعات

توییتر به یکی از راه‌های اطلاع‌رسانی آزاد در ایران، با توجه به فیلتر شدن بسیاری از وبگاه‌ها و منع شدن خبرنگاران در حوادث انتخابات تبدیل شده است. در حوادث بعد از انتخابات یکی از ابزارهای مورد استفاده معترضان برای اطلاع‌رسانی از جریانات در حال اتفاق بوده است. اما برخی از کارشناسان می‌گویند به دلیل محدودیت‌های موجود در اینترنت و همچنین اختلال در وسایل ارتباط جمعی چون موبایل نباید قدرت تأثیرگذاری توییتر بر تحولات جاری ایران را زیاد دانست. به‌علاوه تحقیقات نشان می‌دهد که تنها ۱۰ درصد کاربران توییتر، تولیدکننده مطلب هستند.
مریم افشنگ از وبگاه بی‌بی‌سی فارسی می‌گوید: «گروهی بر این باورند که سی سال گذشته آیت الله خمینی برای انتشار بیانیه‌ها و پیام انقلاب به مردم در نوفل لوشاتو از نوارهای کاست، شبنامه‌ها و بیانیه‌هایی که کپی آن دست به دست می‌چرخید انقلاب ایران را رهبری کرد. [بنابراین] توییتر و سایر شبکه‌های اجتماعی پدیده‌ای غریب و بدیع برای ایرانیان نیستند، تنها یک تکامل در ابزار اطلاع‌رسانی‌ها در راه مبارزه برای آزادی‌است».
- وزارت خارجه آمریکا

وزارت خارجه آمریکا برای ارتباط بیشتر ایرانیان با این وزارت خانه صفحه توییتر فارسی راه‌اندازی کرد. در صفحه فارسی توییتر وزارت امورخارجه آمریکا USAdarFarsi@ خطاب به ایرانیان نوشته شده که «ما می‌خواهیم در گفتگوهای شما شرکت کنیم.» همچنین می‌توان با مراجعه به صفحه نمایی از آمریکا دربارهٔ موضوعاتی چون زندگی آمریکایی، کارآفرینی، ارزش‌های آمریکایی و دموکراسی و نهادهای مدنی آمریکا اطلاعاتی کسب کرد. VisionofAmerica کلید واژه این صفحه در توییتر است.

## توییتر در آمریکا
در انتخابات ریاست جمهوری ۲۰۲۰ ایالات متحده که در ۳ نوامبر ۲۰۲۰ برگزار شد، جو بایدن، نامزد دموکرات، پیروز شد و رئیس‌جمهور جمهوری‌خواه آن زمان، دونالد ترامپ را شکست داد. قبل، در حین شمارش آرا و پس از آن، ترامپ و دیگر جمهوری‌خواهان با ادعای تقلب گسترده در رای‌دهندگان و تلاش برای رد نتایج، سعی در لغو انتخابات داشتند. رئیس‌جمهور آمریکا از توییتر به عنوان تریبونی برای انتشار سخنان خود و تصمیم‌گیری‌های مهم استفاده می‌کرد.
۸ ژانویه توییتر اعلام کرد حساب کاربری ترامپ را برای همیشه مسدود کرده است. توییتر علت این تصمیم را «تشویش و ترغیب به خشونت» از طرف ترامپ عنوان کرده است. بیش از ۸۸ میلیون نفر ترامپ را در توییتر دنبال می‌کردند. اقدام توییتر پس از حمله طرفداران ترامپ به کاپیتول انجام گرفت.
مارک زاکربرگ، صاحب فیسبوک هم روز پنجشنبه اعلام کرد که حساب شخصی رئیس‌جمهور آمریکا در فیسبوک را برای مدت نامحدود «حداقل برای دو هفته آینده» یعنی تا مراسم تحلیف جو بایدن مسدود می‌کند. صفحه فیسبوک دونالد ترامپ ۳۵ میلیون عضو داشته است. دان جونیور، پسر ارشد دونالد ترامپ در واکنش به تصمیم در توییتر آن را «پایان آزادی بیان» در آمریکا دانسته است.
در عین حال رسانه‌های آمریکایی گزارش می‌دادند که پلیس شهر سانفرانسیسکو برای مقابله با اعتراض احتمالی طرفداران دونالد ترامپ در مقابل ساختمان توییتر در روز دوشنبه به حالت آماده‌باش درآمده است. پس از مسدود شدن دائمی حساب کاربری دونالد ترامپ، ارزش سهام «توییتر» سقوط کرد.
تیری برتون، کمیسر اتحادیه اروپاِ، با اشاره به وقایع کنگره آمریکا گفت که احتمالاً زمان وضع قوانین سختگیرانه‌ای برای تنظیم شبکه‌های اجتماعی فرا رسیده است.
به گفته او، تصمیم مدیر عامل یک شرکت برای خاموش کردن صدای رئیس‌جمهوری آمریکا، بدون هیچ کنترل و تعادلی، گیج کننده است. وی این موضوع را مؤید قدرت این شبکه‌های اجتماعی و نشان‌دهنده ضعف‌های عمیق در نحوه سازماندهی فضای دیجیتال در جامعه توصیف کرد.
جو بایدن، رئیس‌جمهوری جدید آمریکا، نیز از عملکرد «به شدت مغرورانه» رهبران این حوزه انتقاد کرده است، و تحلیلگران انتظار دارند که در چهار سال آینده اقدامات قانونی بیشتری برای مقابله با قدرت شبکه‌های اجتماعی وضع شود.

## دیگر
- مه ۲۰۰۸: تیم مهندسی جدید توییتر، تغییرات معماری را برای مقابله با معیارهای رشد، ایجاد کردند.
- اوت ۲۰۰۸: توییتر خدمات پیامک رایگان را از دسترس کاربران انگلیسی خارج کرد[۱۷۵] و برای حدود پنج ماه پیام «به‌طور موقت در دسترس نیست» به وسیلهٔ ربات XMPP نشان داده می‌شد.[۱۷۶]
- وبلاگ وضعیت توییتر اعلام کرد که سرویس پیام‌های فوری (IM) به صورت موقت قطع نیست و نیاز به نونمایی دارد. اعلام شد که توییتر قصد دارد سرویس IM خود را مشروط بر اینکه کارهای ضروری و مهمی روی این سرویس انجام گرفته باشد، بازگرداند.[۱۷۷]
- ۱۲ ژوئن ۲۰۰۹: در آنچه به صورت بالقوه به آن Twitpocalyps (برگرفته از کلمه انگلیسی Apocalyps به معنای آخرالزمان و Twitter) گفته می‌شد، تعداد شناسه عددی منحصربه‌فردی که به هر یک از توییت‌های ۳۲ بیتی علامت‌دار اختصاص می‌یافت، افزایش یافت. (تعداد کل ۲٬۱۴۷٬۴۸۳٬۶۴۷ پیام). در حالی که خود توییتر قادر به اختصاص این شناسه‌ها به توییت‌ها نبود، دیگر کلاینت‌ها نیز قادر به دسترسی به توییت‌های اخیر نبودند. Patchها (برنامه‌هایی که برای تعمیر یکی از مشکلات سیستم استفاده می‌شوند) به سرعت وارد عمل شدند و اشکال را تصحیح کردند ولی در بعضی اپلیکیشن‌ها مانند آیفون نیاز به اجازه از اپلیکیشن استور بود.[۱۷۸]
- ۲۵ ژوئن ۲۰۰۹: توییتر پس از خبر مرگ مایکل جکسون و ضبط ۵۰۰۰۰ توییت در عرض یک ساعت، حداقل یک بار از کار افتاد و مدتی پس از آن نیز به کندی کار می‌کرد.[۱۷۹]
- ۲۲ سپتامبر ۲۰۰۹: محدوده شناسه‌ها برای عدد صحیح بدون علامت ۳۲ بیتی افزایش یافت (تعداد کل ۴٬۲۹۴٬۹۶۷٬۲۹۶ پیام) و باز هم کلاینت‌ها با مشکل مواجه شدند.[۱۸۰]
- ۶ اوت ۲۰۰۹: توییتر و فیس بوک تحت تأثیر «حملات عدم پذیرش سرویس» (DDos) قرار گرفتند که منجر به آفلاین شدن توییتر به مدت چند ساعت شد.[۱۸۱] بعدها ثابت شد که این حملات توسط یک کاربر گرجستانی به علت قرار گرفتن در سالگرد جنگ اوستیای جنوبی در سال ۲۰۰۸ بوده است.[۱۸۲]
- ۱۷ دسامبر ۲۰۰۹: طی یک حمله هکری، صفحه خوش آمد توییتر به مدت یک ساعت با صفحه‌ای سبز و یک پرچم و این جمله «این سایت به وسیلهٔ ارتش سایبری ایران هک شده است» جایگزین شده بود. هیچ رابطه‌ای بین ایران و هکرها منتشر نشد.[۱۸۳]
- نوامبر ۲۰۱۰:بعضی از کاربران در هنگام ورود به حساب کاربری خود با خطای «نهنگ» رو به رو می‌شدند. اکانت‌ها به خودی خود قفل نشده بودند زیرا که دارندگان اکانت‌ها می‌توانستند پست خود را مشاهده کنند؛ ولی تایم‌لاین و بعضی از ویژگی‌ها در این زمان توقف سایت در دسترس نبودند.
- ۴ ژوئیه ۲۰۱۱:هکرها پس از هک توییتر فاکس نیوز خبر مرگ اوباما را اعلام کردند.[۱۸۴]

### توییتر و سرمایه‌گذاری

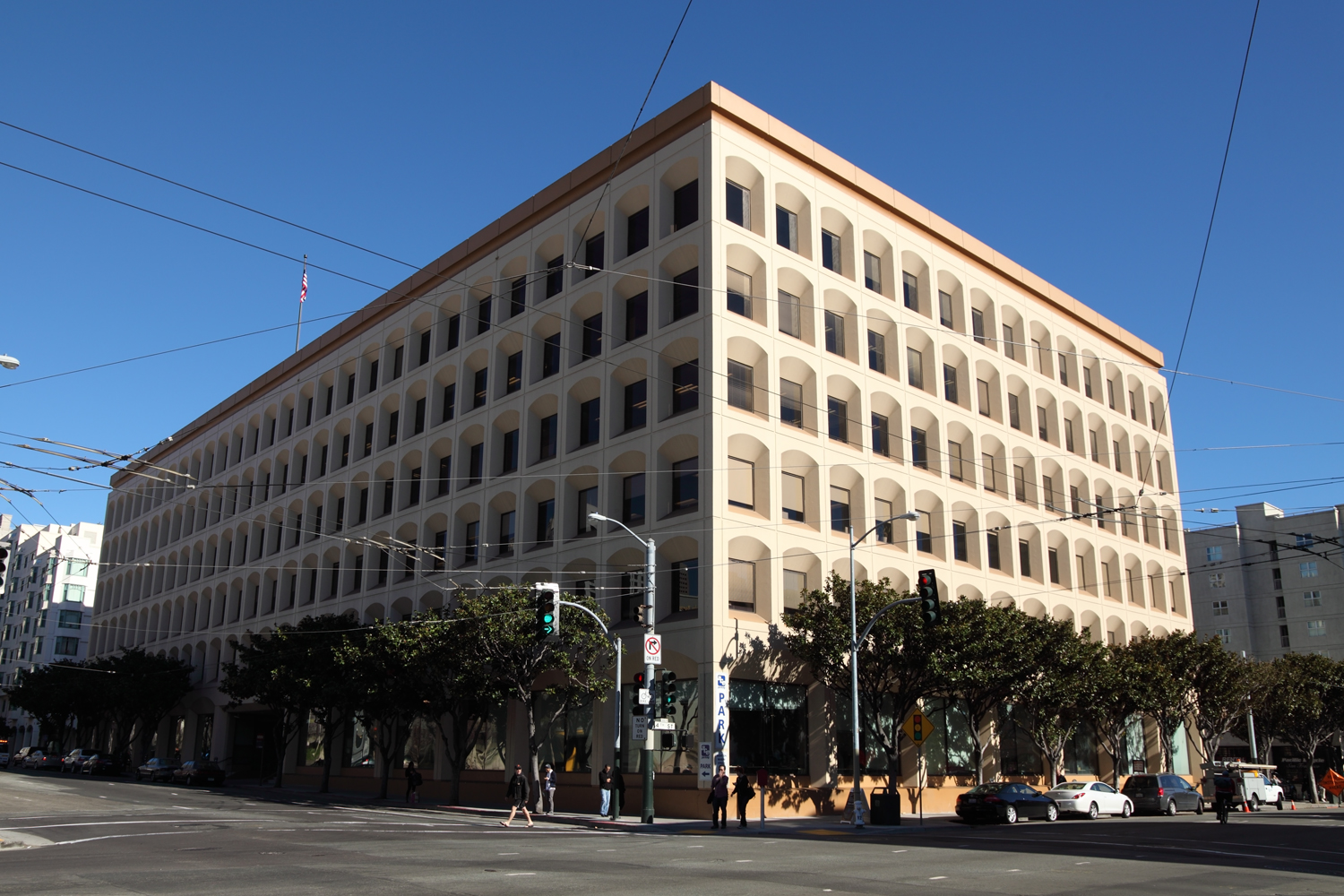
ساختمان توییتر در سانفرانسیسکو

توییتر رشدی بیش از ۵۷ میلیون دلار آمریکا، از بودجه سرمایه‌گذاری‌های مخاطره آمیز را داشته که البته ارقام دقیق این مبلغ به صورت عمومی اعلام نشده است. سرمایه‌گذاری اولیه بر روی توییتر، مبلغ نامعلومی است که بنا به شایعات در حدود ۱–۵ میلیون دلار گفته شده است. در دور دوم سرمایه‌گذاری در سال ۲۰۰۸، سرمایه‌ای ۲۲ میلیون دلاری هزینه شد؛ و دور سوم سرمایه‌گذاری در سال ۲۰۰۹، سرمایه‌ای ۳۵ میلیون دلاری بود که توسط سرمایه گزاران رسمی و الگوگیری سرمایه‌ای همراه با مبالغ نامعلومی از دیگر سرمایه‌گذاران مانند: یونین اسکوئر ونچرز، اسپارک کپیتال و اینسایت ونچر پارتنرز صورت پذیرفت. توییتر توسط یونین اسکوئر ونچرز، دیجیتال گرج، اسپارک کپیتال و بیزوس اکسپدیشنز مورد حمایت و پشتیبانی قرار گرفت.
- در مِی ۲۰۰۸، استاندارد صنایع اعلام کرد که امکان ادامه حیات بلندمدت توییتر به علت سوددهی پایین، محدود شده است. تاد چفی یکی از اعضای هیئت مدیره توییتر پیش‌بینی کرد که شرکت می‌تواند از تجارت الکترونیکی درآمد کسب کند و نیز اشاره کرد که کاربران ممکن است مایل به خرید اقلام به‌طور مستقیم از خود توییتر باشند زیرا که در حال حاضر پیشنهادها و تبلیغاتی را برای محصولات فراهم می‌کند.
- در ۱۳ آوریل ۲۰۱۰، توییتر طرح‌هایی را برای ارائه تبلیغات برای شرکت‌ها اعلام کرد که به وسیلهٔ آن، شرکت‌ها می‌توانستند از طریق خرید «توییت‌های برتر» و ظاهر شدن این توییت‌ها در نتایج جستجوهای انتخاب شده، تبلیغات خود را انجام دهند، این طرح با مدل تبلیغ «گوگل ادوردز» مشابه بود. از تاریخ ۱۳ آوریل، توییتر اعلام کرد که تاکنون از چندین شرکت که تمایل به تبلیغ در این سایت را داشته‌اند ثبت نام به عمل آمده است که از آن جمله می‌توان به سونی پیکچرز، ردبول، بست بای و استارباکس اشاره کرد.[۱۲۱]
- در ژوئیه ۲۰۰۹، بعضی از درآمدها و اسناد کاربران توییتر بعد از دسترسی غیرقانونی هکر کرال هکر، در تک کرانچ منتشر شد. این اسناد، درآمدهای سه‌ماهه سوم سال ۲۰۰۹ را ۴۰۰ هزار دلار و درآمدهای سه‌ماهه چهارم سال با حدود ۲۵ میلیون کاربر در پایان سال را ۴ میلیون دلار پیش‌بینی کرده بود. این طرح‌ها برای پایان سال ۲۰۱۳، ۱٫۵۴ بیلیون درآمد، ۱۱۱ میلیون دلار درآمد از طریق نت و ۱ بیلیون کاربر را پیش‌بینی کرده بود. هیچ‌گونه اطلاعاتی مبنی بر نحوه برنامه‌ریزی توییتر برای رسیدن به این ارقام منتشر نشده است. بیز استون بنیان‌گذار توییتر در پاسخ، پستی را در وبلاگ منتشر کرد و در آن اذعان داشت که احتمال اقدام قانونی ضد هکر وجود دارد.[۱۸۶]
- اگرچه شرکت فروش تبلیغات خود را از اواخر بهار ۲۰۱۰ آغاز کرد، با این حال روش مدیریتی بر این بود که درآمد سالیانه ۴۵ میلیون دلاری را به وجود آورد. حتی با وجود ضرر و زیان بسیار در سال ۲۰۱۰، افزایش ۲۰۰ میلیون دلاری در سرمایه‌گذاری جدید در دسامبر سال ۲۰۱۰ و پیش‌بینی درآمد در سال ۲۰۱۱ از ۱۰۰ میلیون دلار به ۱۱۰ میلیون دلار، بهای شرکت را از فوریه ۲۰۱۱ به افزایش تقریبی ۳٫۷ بیلیون دلار رساند.
- در می۲۰۱۱، ۳۵۰۰ سهام توییتر به مبلغ ۳۴٫۵۰ دلار به فروش می‌رسد. توییتر به عنوان یک نامزد احتمالی برای اولین عرضه عمومی در سال ۲۰۱۳ معرفی می‌شود. در ماه ژوئن سال ۲۰۱۱، توییتر اعلام کرد که می‌خواهد به تجارت‌های کوچک، سیستم تبلیغاتی مخصوص به خودشان را ارائه دهد.[۱۸۷]

### کتاب‌ها
- قدرت توییتر

نام کتابی‌است که توسط جوئل کام کارشناس بازاریابی اینترنتی، سخنران حرفه‌ای، کارآفرین و نویسنده نیویورک تایمز با هدف آموزش به صاحبان کسب و کار با استفاده از توییتر برای معرفی محصولات خود و بازاریابی و همچین جمع‌آوری کمک‌های مالی وایجاد تغییرات از راه توییتر نوشته شده است.
این کتاب شامل یک پیشگفتار توسط سخنران انگیزشی آنتونی رابینز است. این کتاب به زبان‌های پرتغالی، ژاپنی، کره‌ای و چینی ترجمه شده است و نسخه جدید آن در می۲۰۱۰ منتشر شد.
- توییتر برای همیشه

توییتر برای همیشه نام کتابی‌است که در مورد راه‌های بازاریابی و جمع‌آوری کمک‌های مالی و همچین تغییرات از راه توییتر نوشته شده است.

## توییتر اسپیس
توییتر اسپیس (به انگلیسی: Twitter Spaces) به عنوان رقیبی برای کلاب هاوس مطرح می‌باشد. توییتر اسپیس به عنوان یک استریم یا پخش جریانی امکان مشارکت افراد را در یک گفتگوی زنده فراهم می‌آورد. این پلت فرم جدید توییتر امکان فعال‌سازی زیرنویس برای اسپیس را دارد که از این طریق مخاطبان می‌توانند محتوا متنی گفتگوها را نیز در دسترس خود داشته باشند. در توییتر اسپیس امکان اضافه کردن ده سخنران یا گوینده علاوه بر میزبان در هر اسپیس وجود دارد.